# Cochem
Cochem ([ˈkɔxm̩], früher auch Kochem) an der Mosel ist mit knapp unter 5000 Einwohnern die kleinste Kreisstadt Deutschlands und der größte Ort des Landkreises Cochem-Zell in Rheinland-Pfalz. Die Landesplanung weist die Kleinstadt, die seit dem 7. Juni 2009 zur Verbandsgemeinde Cochem gehört, als Mittelzentrum aus.

## Geographie

Cochemer Krampen

Die Geographie Cochems wird wesentlich von seiner Lage im engen und gewundenen Tal der Untermosel bestimmt. Etwa 24 Kilometer oberhalb der Stadt, bei Bremm, beginnt ein windungsreicher Flussabschnitt, der Cochemer Krampen, so genannt, weil er aus der Vogelperspektive einem Krampen (mnd. für Klammer) gleicht. Das Stadtzentrum liegt etwa 85 Meter über dem Meeresspiegel, die umliegenden Höhen von Eifel und Hunsrück steigen auf fast 300 Meter an. Der höchste Punkt Cochems ist der Pinner Kreuzberg mit 299 Metern. Die Landschaft ist zudem geprägt durch einige tief eingeschnittene Seitentäler der Mosel, die vom Kraklebach, vom Ebernacher Bach, vom Sehlerbach, vom Falzbach, vom Märtscheltbach und vom Endertbach gebildet werden, die hier in den Fluss münden.

### Lage
Das Stadtzentrum und der flussaufwärts liegende Stadtteil Sehl befinden sich am linken, der Stadtteil Cond am rechten Moselufer. Im Stadtteil Brauheck, auf der Eifelhöhe an der Bundesstraße 259, etwa sechs Kilometer vom Stadtzentrum entfernt gelegen, befinden sich das Gewerbegebiet der Stadt, die Kaserne des Fliegerhorstes Büchel und ein Neubaugebiet. Dazu kommen die Wohnplätze Forsterhof, Ströherhof, Kremerhof, Lescherhof, Schafstallerhof, Scharburgerhof, und Schuwerackerhof.
Die Nachbargemeinden Cochems sind Greimersburg, Klotten, Valwig, Ernst, Ellenz-Poltersdorf, Ediger-Eller, Dohr, Faid und Büchel.

### Hochwasser
Die Mosel führt im Winter und Frühjahr an manchen Tagen Hochwasser. Bedingt durch die enge Tallage wurden früher die Uferpromenade und die angrenzenden Straßen mit ihren ebenerdigen Geschäften und Restaurants regelmäßig überschwemmt, mitunter mehrfach in einem Winterhalbjahr. Die letzten größeren Hochwasser ereigneten sich im Dezember 1993, im Januar 1995 und im Januar 2003.
Die meisten Bewohner der betroffenen Areale versuchen, sich auf diese Ereignisse vorzubereiten und die Schäden durch zweckmäßige Materialwahl beim Innenausbau (z. B. wasserresistente Wand- und Bodenbeläge sowie entsprechende Türen und Fenster) zu begrenzen. Auch Regale, Kücheneinrichtungen oder sonstiges Inventar wird oft so gestaltet, dass sie sich möglichst leicht in höhergelegene Etagen bringen lassen. Um die vom Wasser eingeschlossenen Häuser für Fußgänger zugänglich zu machen, werden in der Innenstadt bei Bedarf Stege aus Fertigteilen errichtet.

## Geschichte

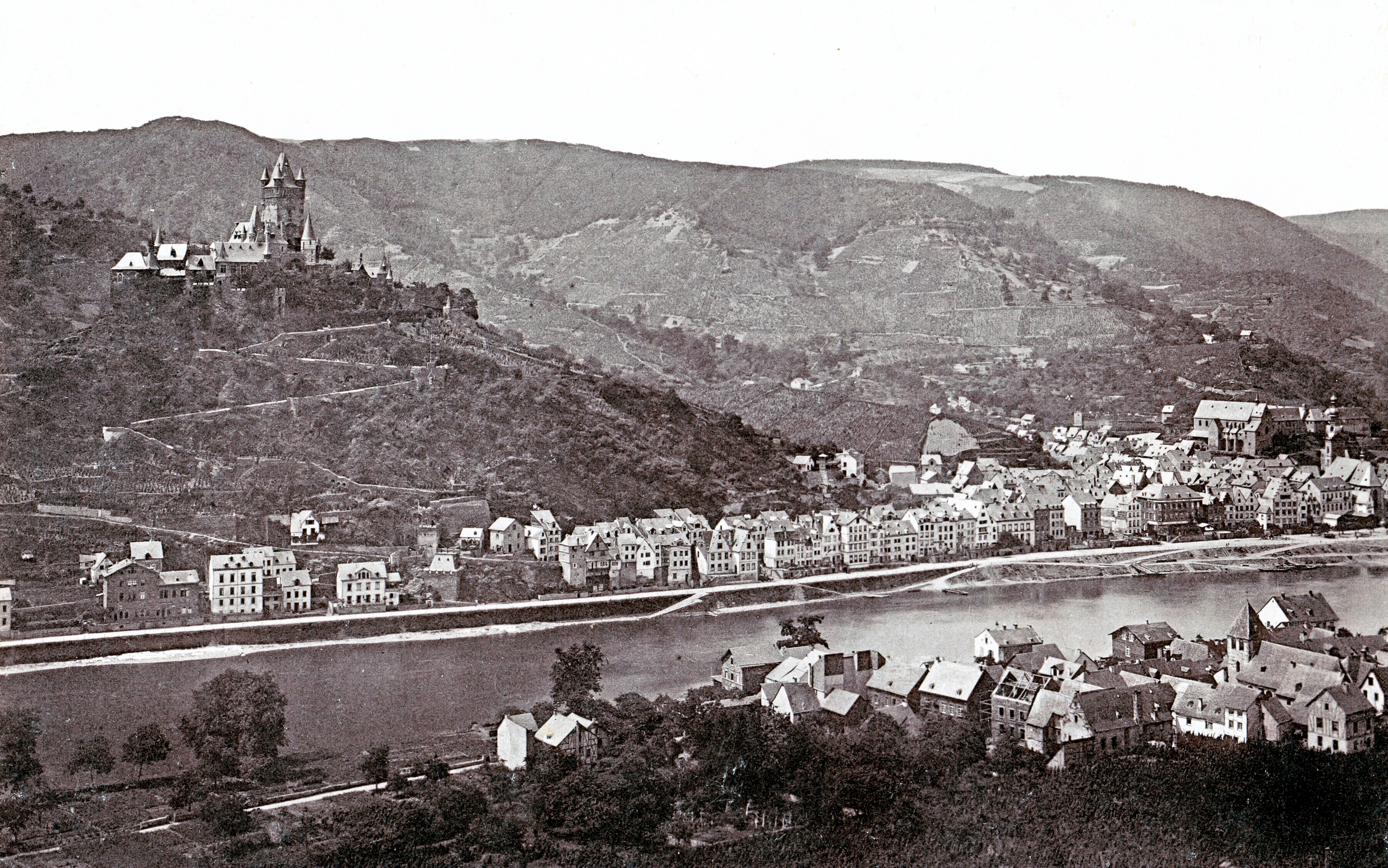
Cochem, 1897

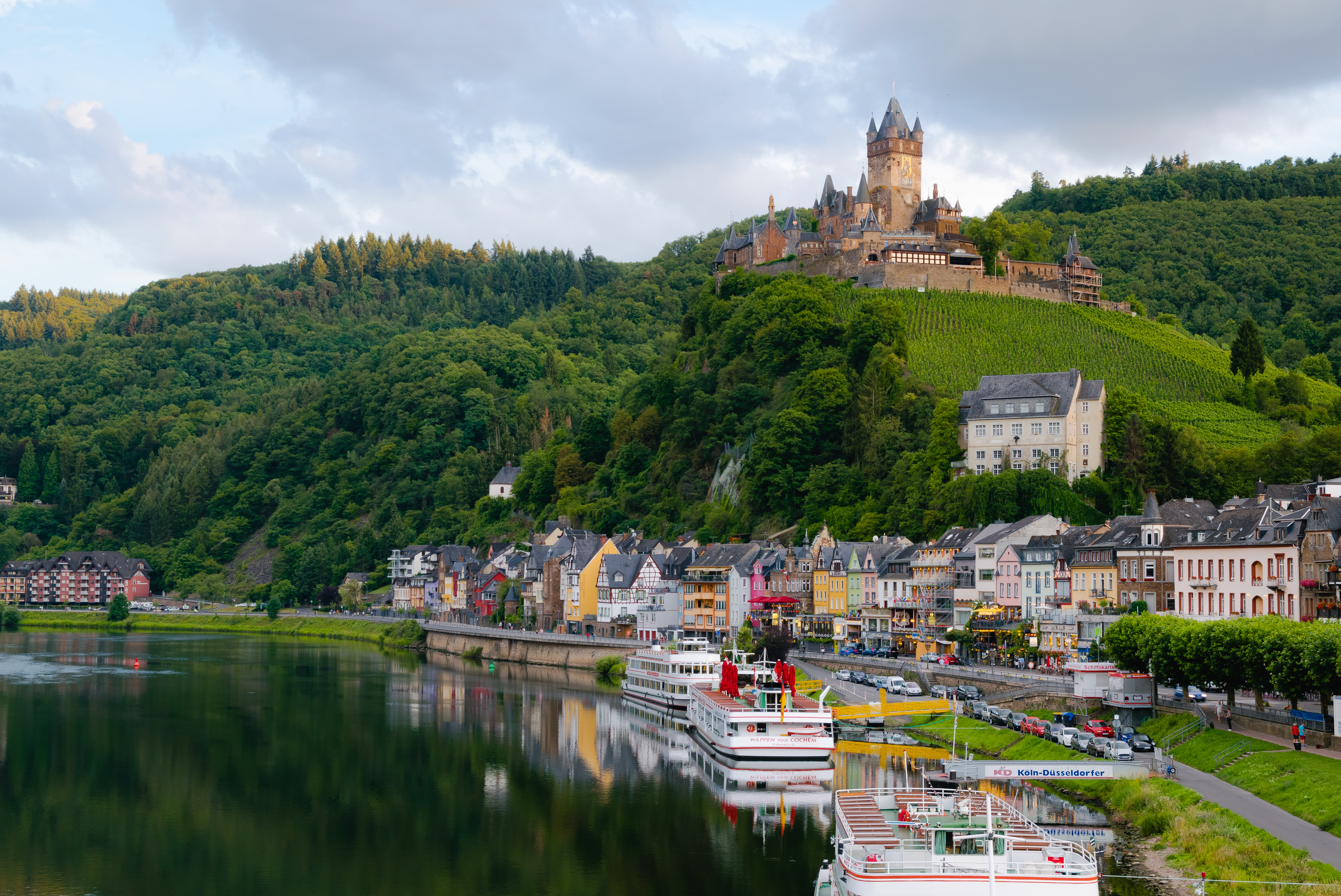
Cochem mit der Reichsburg im Hintergrund (2017)

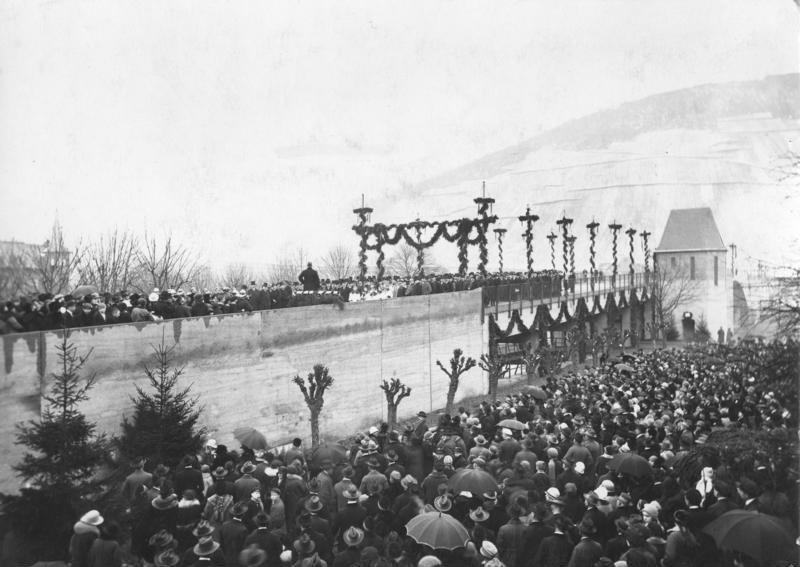
Einweihung der Skagerrak-Brücke am 23. Januar 1927

Cochem war schon zu Zeiten der Kelten und Römer besiedelt. Im Jahr 866 wird es erstmals als Cuchuma bzw. villa Cuchuma in einer Urkunde erwähnt. Weitere Namen: Cuhckeme, Chuckeme 893, Cochemo 1051, Chuchumo 1056, Kuchema 1130, Cuchemo 1136, Cocheme 1144, dann Cuchme, bis ins 18. Jahrhundert Cochheim / Cocheim. Cochem war Reichsgut, wurde 1294 unter König Adolf von Nassau an das Erzbistum Trier verpfändet und blieb bis zur französischen Besetzung 1794 kurtrierisches Territorium. 1332 erhielt Cochem die Stadtrechte, bald darauf wurden die heute noch vorhandenen Stadtbefestigungen erbaut. Zwischen 1423 und 1425 wütete eine Pestepidemie in der Stadt. 1623 veranlasste Kurfürst Lothar von Metternich die Gründung eines Kapuziner-Konvents und den Bau eines Klosters. Im Dreißigjährigen Krieg wurde die Stadt belagert, aber nicht erobert. 1689 brannten Truppen Ludwigs XIV. zunächst die Winneburg nieder und eroberten danach Stadt und Burg Cochem. Der Wiederaufbau verlief schleppend. 1794 besetzten französische Revolutionstruppen Cochem, 1815 wurde der Ort auf dem Wiener Kongress dem Königreich Preußen zugeordnet und kam mit der Region zur preußischen Rheinprovinz. Jacob Frederic Louis Ravené kaufte 1866 die Ruine der ehemaligen Reichsburg und begann mit dem Wiederaufbau. Erst nach der Errichtung der Moselbrücke in Cochem im Jahr 1927 wurden die beiden Fischerorte Cond und Sehl im Zuge einer Verwaltungsreform 1932 eingemeindet. Am 23. Januar 1927 wurde die erste Moselbrücke, die Skagerrak-Brücke, eingeweiht. Im Zweiten Weltkrieg zerstörten Bomben große Teile der Cochemer Altstadt und auch die Moselbrücke. Nach dem Krieg wurde die Brücke wieder aufgebaut und am 29. September 1949 eingeweiht. Seit 1946 ist die Stadt Teil des damals neu gegründeten Landes Rheinland-Pfalz.
Die zweite Cochemer Moselbrücke (auch Nordbrücke genannt) wurde in der Zeit von 1990 bis 1993 gebaut und am 3. September 1993 eingeweiht.
Im Jahr 2011 wurde bei Umbauten der Deutschen Bahn eine 500 kg schwere Fliegerbombe aus dem Zweiten Weltkrieg gefunden und entschärft. Eine weitere, kleinere Bombe in der Nähe war schon vor Jahren entdeckt worden, wurde aber seinerzeit einbetoniert und verbleibt an ihrem Platz, weil sie als ungefährlich eingeschätzt wird und der Aufwand einer möglichen Bergung hoch wäre.

### Konfessionsstatistik
Im Dezember 2009 hatten 65,0 % der Einwohner die katholische und 14,2 % die evangelische Konfession. 20,8 % hatten keine oder eine sonstige Konfessionszugehörigkeit.
Ende September 2024 hatten 41,8 % der Einwohner die katholische und 11,0 % die evangelische Konfession. 47,2 % gehörten entweder einer anderen Glaubensgemeinschaft an oder waren konfessionslos. Beide Konfessionen verzeichneten demnach im beobachteten Zeitraum sehr beträchtliche Mitgliederverluste.

### Einwohnerstatistik
| Cochem: Einwohnerzahlen von 2012 bis 2024 | Cochem: Einwohnerzahlen von 2012 bis 2024 | Cochem: Einwohnerzahlen von 2012 bis 2024 | Cochem: Einwohnerzahlen von 2012 bis 2024 | Cochem: Einwohnerzahlen von 2012 bis 2024 |
| ----------------------------------------- | ----------------------------------------- | ----------------------------------------- | ----------------------------------------- | ----------------------------------------- |
| Jahr                                      |                                           |                                           |                                           | Einwohner                                 |
| 2012                                      | 2012                                      |                                           | 5.181                                     | 5.181                                     |
| 2015                                      | 2015                                      |                                           | 5.332                                     | 5.332                                     |
| 2020                                      | 2020                                      |                                           | 5.256                                     | 5.256                                     |
| 2024                                      | 2024                                      |                                           | 4.946                                     | 4.946                                     |
| Quelle(n): statistik.rlp.de               |                                           |                                           |                                           |                                           |

## Politik

### Stadtrat
Der Cochemer Stadtrat besteht aus 22 Ratsmitgliedern, die bei der Kommunalwahl am 9. Juni 2024 in einer personalisierten Verhältniswahl gewählt wurden, und dem ehrenamtlichen Stadtbürgermeister als Vorsitzendem.
Die Sitzverteilung im Stadtrat:
| Wahl | SPD | CDU | Grüne | CBG | FWG | Gesamt   |
| ---- | --- | --- | ----- | --- | --- | -------- |
| 2024 | 6   | 9   | 1     | 3   | 3   | 22 Sitze |
| 2019 | 6   | 9   | 3     | 2   | 2   | 22 Sitze |
| 2014 | 6   | 9   | 2     | 3   | 2   | 22 Sitze |
| 2009 | 6   | 9   | 2     | 3   | 2   | 22 Sitze |
| 2004 | 6   | 10  | 1     | 3   | 2   | 22 Sitze |
| 1999 | 6   | 11  | 1     | 2   | 2   | 22 Sitze |
| 1994 | 7   | 10  | 3     | 2   | –   | 22 Sitze |
| 1989 | 6   | 10  | 2     | 3   | –   | 21 Sitze |
| 1984 | 7   | 9   | –     | 5   | –   | 21 Sitze |
| 1979 | 7   | 11  | –     | 3   | –   | 21 Sitze |
| 1974 | 5   | 10  | –     | 6   | –   | 21 Sitze |

- CBG = Cochemer Bürger-Gemeinschaft e. V.
- FWG = Freie Wählergruppe Cochem-Brauheck e. V.

### Bürgermeister
| Bürgermeister                     | Amtszeit                                        |
| --------------------------------- | ----------------------------------------------- |
| Johann Kayser                     | Bürgermeister von 1611 bis 1653                 |
| Stephanus Schmeckler              | Bürgermeister                                   |
| Peter Franz                       | Bürgermeister 1684                              |
| Johann Kirzer                     | min. von 1688 bis 1689                          |
| Johann Adam Sydrach               | Consul 1696                                     |
| Johannes Albertus Finger          | Consul 1698                                     |
| Wilhelm Contzen                   | Consul 1703                                     |
| Johann Gerlach Hölzenbein         | 1707                                            |
| Anton Zenzen                      | Bürgermeister von Sehl 1714                     |
| Johann Canaris                    | Bürgermeister von Cochem 1714                   |
| Nikolaus Maas                     | vor 1733                                        |
| Richard Hammes                    | 1733                                            |
| Philipp Christoffel Wirtz         | 1748                                            |
| Franz Anton Wirtz                 | 1759                                            |
| Paul Kraft                        | 1761                                            |
| Johann Lambert Joseph Pliester    | Consul 1761, Bürgermeister 1762                 |
| Johann Albert Hammes              | 1763–1764                                       |
| Theodor Neus, Stadtconsul 1764    | Bürgermeister 1765                              |
| Franz Joseph Birck                | 1766                                            |
| Johann Albert Driesch             | 1766–1768                                       |
| Lorenz Kirchem                    | 1769–1770                                       |
| Johann Josef Höltzel              | Prae-Consul 1771                                |
| Johan Friderichs                  | 1771                                            |
| Albert Raab                       | 1772–1781                                       |
| Johann Albert Driesch             | 1783–1788                                       |
| Arnold Joseph Finger              | Maire 1794                                      |
| Peter Franz Oster                 | 9. Februar 1805–1816                            |
| Joseph Franz Keiffenheim          | 1816–1848                                       |
| Bürger-Meisterei-Verwalter Naeher | 1848                                            |
| Hermann Corell                    | 1850–1873                                       |
| Hermann Joseph Breuer             | 1873–1885                                       |
| Clemens Conrads                   | 1885–1897                                       |
| Hubert Lützenkirchen              | 1897–1919 (Ehrenbürger der Stadt Cochem)        |
| Wilhelm Schmitz                   | 1919–1923                                       |
| Karl Stier                        | 1925–1934                                       |
| Aloys Elsen                       | 1934–1945                                       |
| Jakob Rudolf Pauly                | 1945–1949                                       |
| Ferdinand Hillebrand              | 1949–1957                                       |
| Willy Massoth                     | 1957–1969 (erster hauptamtlicher Bürgermeister) |
| Anno Vey                          | 1969–1975                                       |
| Horst Hoffmann                    | 1975–1995                                       |
| Herbert Hilken                    | 1995–2011                                       |
| Wolfgang Lambertz                 | 2011–2018                                       |
| Walter Schmitz                    | seit 2018                                       |

Walter Schmitz wurde 2018 Nachfolger von Wolfgang Lambertz, der Bürgermeister der Verbandsgemeinde Cochem geworden war. Bei der Direktwahl am 9. Juni 2024 wurde Schmitz bei einer Wahlbeteiligung von 51,4 % mit einem Stimmenanteil von 73,1 % (1403 von 1919 gültigen Stimmen) ohne Gegenkandidat für weitere fünf Jahre in seinem Amt bestätigt.

### Wappen
| Wappen von Cochem | Blasonierung: „Gespalten von Silber (Weiß) und Rot; vorne ein durchgehendes rotes Balkenkreuz, hinten eine aus dem Spalt hervorbrechende silberne (weiße) Hand mit schwarzem Ärmel, die zwei schräggekreuzte goldene (gelbe) Schlüssel emporhält.“ |
| Wappen von Cochem | |

Wappenbegründung: „In der vornehmeren Schildhälfte befindet sich das kurtrierische Kreuz, während die beiden Schlüssel in der anderen Hälfte auf den hl. Petrus, den Patron des Trierer Erzstiftes, verweisen. Sie verstärken die Aussage des Kreuzes, so dass in dem Cochemer Stadtsiegel die Herrschaft der Trierer Erzbischöfe über ihre Stadt überdeutlich artikuliert wird.“

### Städtepartnerschaften
- Avallon (Frankreich), seit 1966
- Malmedy (Belgien), seit 1975
- Moritzburg (Deutschland), seit 1991
- Yizhou (Volksrepublik China), seit 2017

### Patenschaften
- Taktisches Luftwaffengeschwader 33, TaktLwG 33 (alte Bez. JaBoG 33), Cochem ist Garnisonsstadt für dieses Geschwader der Luftwaffe.
- Patenschaft zum Tender Mosel, einem Versorgungsschiff des Unterstützungsgeschwaders der Klasse 404.

### Verbandsgemeinde Cochem
Nachdem die Räte beider Kommunen am 23. Oktober 2008 einem „freiwilligen Zusammenschluss“ zugestimmt hatten, wurde am 7. Juni 2009 die bis dahin verbandsfreie Stadt Cochem in die Verbandsgemeinde Cochem-Land als verbandsangehörige Gemeinde eingegliedert. Hierzu erließ die Landesregierung am 18. Februar 2009 ein entsprechendes Gesetz, das unter anderem die Übertragung von Vermögensteilen von der Stadt an die Verbandsgemeinde regelte. Die Verbandsgemeinde erhielt gleichzeitig den Namen Verbandsgemeinde Cochem.

## Kultur und Sehenswürdigkeiten

### Bauwerke
- Enderttor, ein altes Stadttor
- Balduinstor, ehemals ein Teil der Stadtmauer von der noch weitere Teile erhalten sind
- Pinnerkreuz (Aussichtspunkt über Cochem und die Reichsburg)
- Sesselbahn zum Pinnerkreuz
- Pfarrkirche St. Martin
- Evangelische Kirche
- Historische Fachwerkhäuser in der Altstadt
- Moselpromenade
- Historische Senfmühle
- Pegelhaus für den Wasserpegel der Mosel
- Bundesbankbunker Cochem (wurde unter Denkmalschutz gestellt)[16]
- Ehemaliges Kapuzinerkloster, seit 1998 Kulturzentrum
- Kaiser-Wilhelm-Tunnel
- Martinstor in Cochem, ehemals Verwendung als Maut- oder Zolltor

#### Reichsburg Cochem

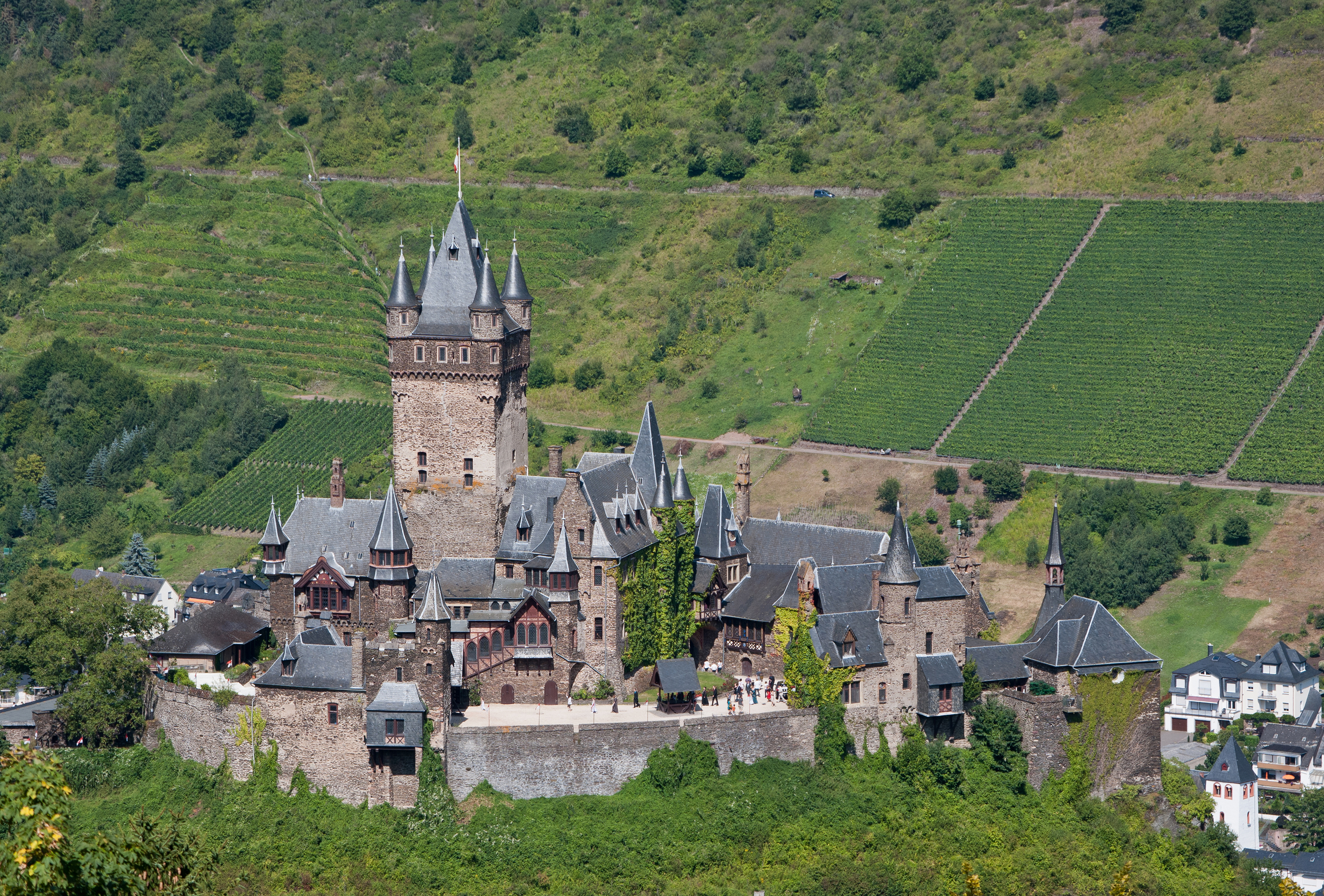
Reichsburg Cochem (2012)

Die Reichsburg Cochem wurde im Jahr 1130 zum ersten Mal urkundlich erwähnt. 1151 wurde sie von König Konrad III. besetzt und zur Reichsburg erklärt. Im Jahr 1688 besetzten Truppen des französischen Königs Ludwig XIV. die Burg im Zuge des Pfälzischen Erbfolgekrieges und zerstörten sie 1689. Lange Zeit blieb die Burganlage Ruine, ehe sie 1868 von dem Berliner Kaufmann Louis Fréderic Jacques Ravené für 300 Taler gekauft und im neugotischen Stil wieder aufgebaut wurde. Seit 1978 ist sie im Besitz der Stadt Cochem und steht heute unter der Verwaltung der Reichsburg GmbH.

#### Burgruine Winneburg

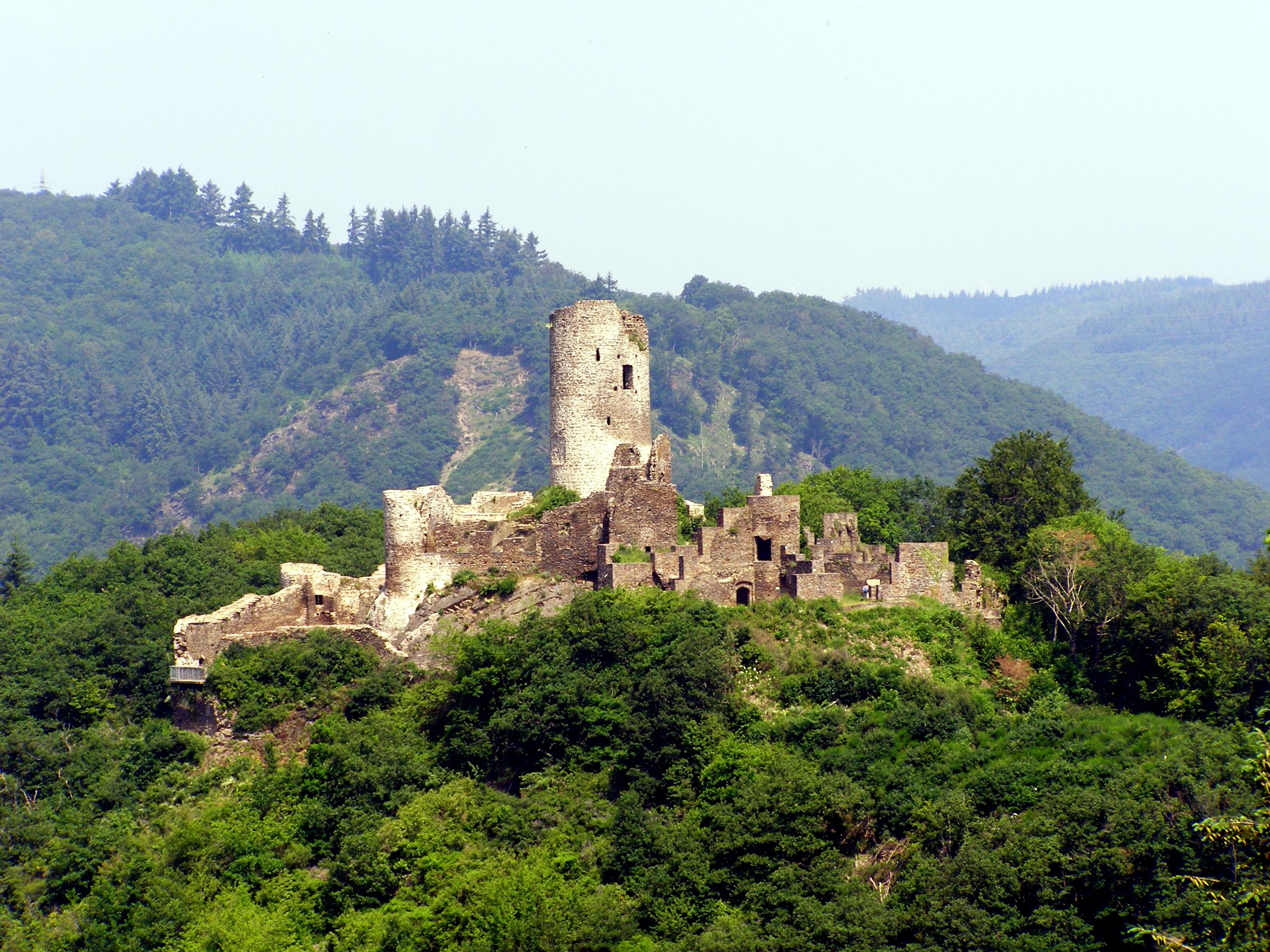
Winneburg, von der Wilhelmshöhe aus gesehen

Die Winneburg wurde in der zweiten Hälfte des 13. Jahrhunderts errichtet. Erstmals urkundlich erwähnt wurde sie im Jahre 1304 als Eigentum eines Wirich von Wunnenberg. In den darauffolgenden Jahrhunderten wurde die Burganlage stetig erweitert, blieb aber im Besitz der Herren von Wunnenberg (später Winneburg). Nachdem dieses Geschlecht 1637 ausgestorben war, gelangte die Burg in der Mitte des 17. Jahrhunderts in den Besitz der Familie von Metternich.
Im Jahre 1689 wurde die Burg im Verlauf des Pfälzischen Erbfolgekriegs von französischen Truppen belagert, eingenommen und gesprengt. Die Winneburg wurde fortan nicht wieder aufgebaut und blieb Ruine.
Im Jahre 1832 kaufte Fürst von Metternich die Burgruine. Ein Wiederaufbau erfolgte aber nicht. Seit 1932 gehört sie der Stadt Cochem.

#### Pestkapelle St. Rochus, genannt Peterskapelle

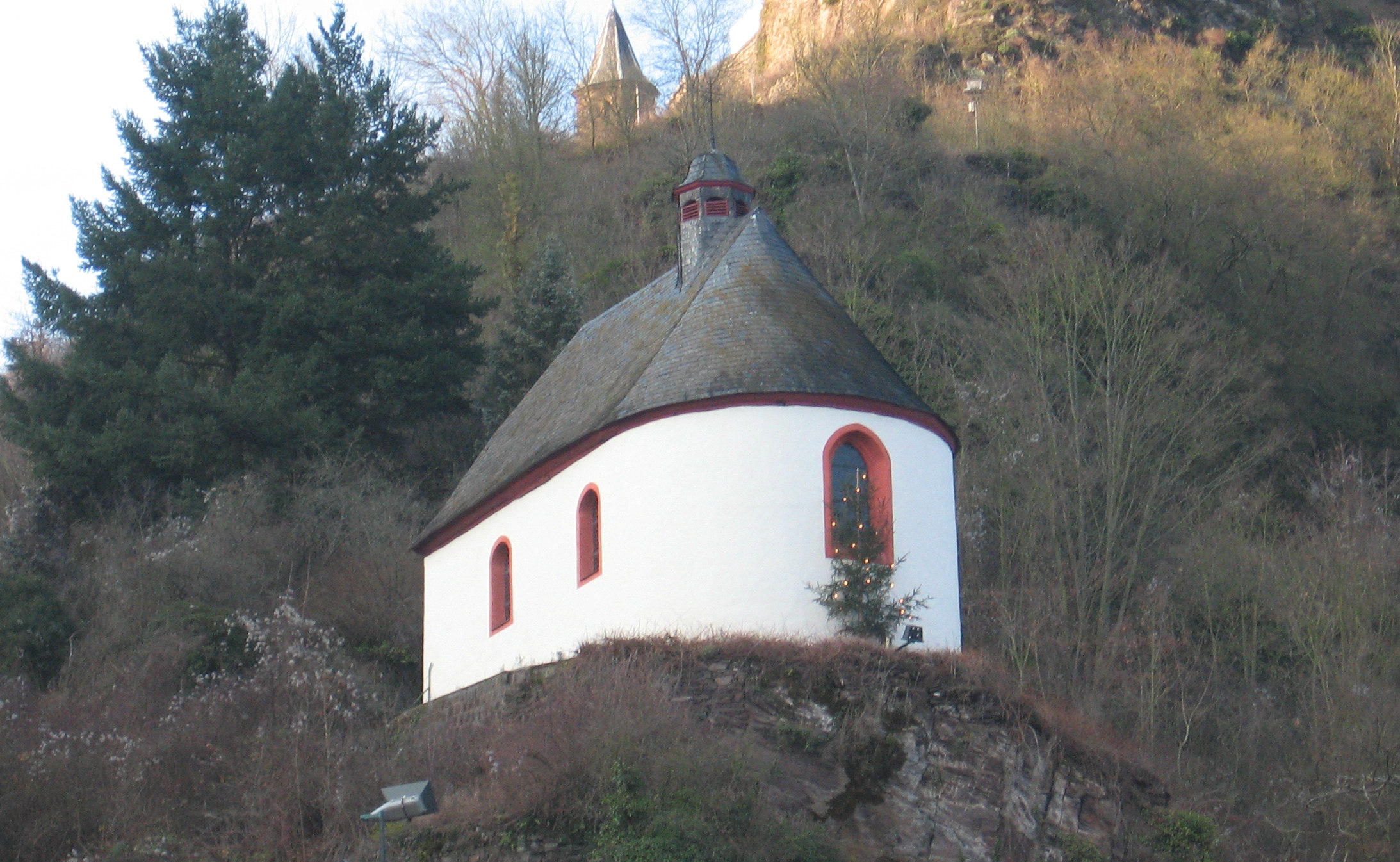
Pestkapelle St. Rochus

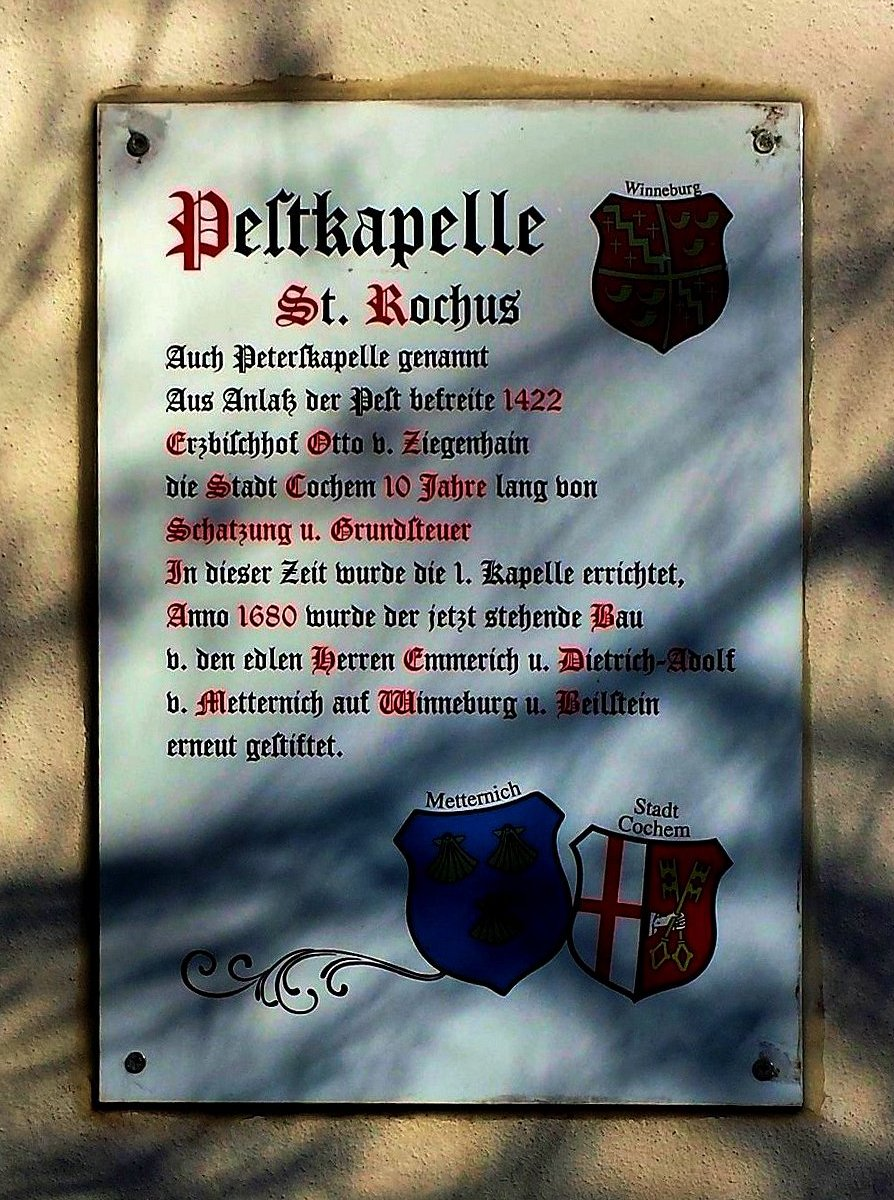
Infotafel Pestkapelle St. Rochus

1422 befreite Erzbischof Otto v. Ziegenhain Cochem anlässlich der Pest für zehn Jahre von Grundsteuern und Schatzungen. Aus dieser Zeit scheint die erste Bebauung zu stammen, die auf dem Stich von Braun und Hogenberg als S. Pettersberg bezeichnet ist. Neben einer kleinen rechteckigen Kapelle stand eine Herberge. Aus dieser Zeit stammt wohl noch der über dem Westportal angebrachte, aus rotem Sandstein gefertigte Schlussstein. Trotz der starken Verwitterung ist ein Hochrelief einer auf Wolken sitzenden Muttergottes mit dem Kinde, gerahmt von einem Zweipass, zu erkennen. Im Jahr 1666 kehrte die Pest noch einmal nach Cochem zurück. Dies war wohl der Anlass für Philipp Emmerich von Winneburg und Dietrich Adolf von Metternich, auf Beilstein und Winneburg, der Pfarrgemeinde 1680 einen Neubau zu stiften. Mit diesem Neubau trat auch der Pestheilige St. Rochus als Namensgeber in den Vordergrund. Der Holzaltar von 1682 zeigt das Wappen der Auftraggeber. Eine Notiz auf der Rückseite benennt Michael Luter für eine Neufassung im Jahr 1820. Das zentrale Altarbild ist eine Verherrlichung Mariens, die über den Vertretern der geistlichen (Papst, Äbte, Ordensleute, Priester) und weltlichen (Kaiser, Könige, Bischöfe) Stände schwebt. Über ihr ist die heilige Dreifaltigkeit mit Vater, Sohn und heiligem Geist zu sehen, neben ihr der Tod mit dem Stundenglas und Engel mit Spruchbändern mit Lobpreisungen und Zitaten aus Psalmen. Eine Kartusche über dem zentralen Altar zeigt den heiligen Antonius mit dem Kinde. An oberster Stelle des Altars steht im offenen Giebel der heilige Petrus mit Schlüssel und Buch. Ursprünglich gehörten Bildwerke der heiligen Maria Magdalena, des heiligen Rochus, des heiligen Sebastians, des heiligen Bischofs Nikolaus und eine weitere Statue des heiligen Petrus zur Ausstattung der Kapelle. Der Hund des heiligen Rochus fand sich auch als Halbrelief im Deckenmittelpunkt mit einem Laib Brot im Maul abgebildet. Zur Ausstattung der Kapelle gehörte außerdem ein mittlerweile gestohlener hölzerner Armleuchter, d. h. ein Wandleuchter in Form eines mit kurzem Ärmel bedeckten Armes.

#### Sehler Dom St. Antonius Abbas

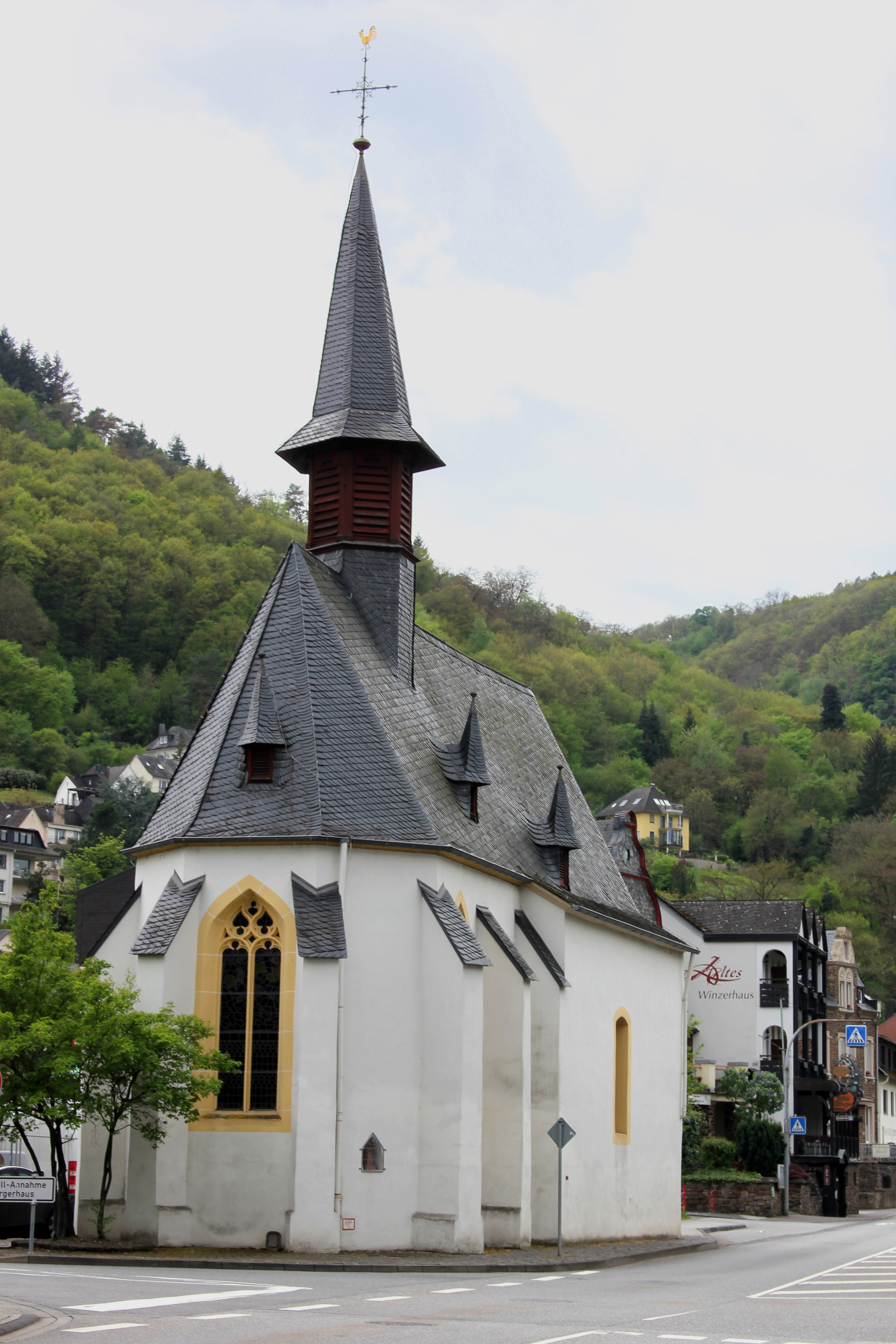
Sehler Dom „St. Antonius Abbas“

Im Jahr 1493 erhielt die Pfarrgemeinde Cochem die Erlaubnis, in Sehl eine neue Kapelle am Moselufer zu bauen. Schon vorher gab es eine Kapelle in Sehl, deren Standort aber nicht bekannt ist. Die Finanzierung der neuen Kapelle, die im Volksmund auch „Sehler Dom“ genannt wird, wurde durch Ablassprivilegien Papst Alexanders VI. und des Trierer Erzbischofs Johann II. von Baden (1456–1503) ermöglicht.
Von dieser Kapelle steht noch der gotische Chor mit Dreiachtelschluss, Netzgewölbe und äußeren Strebepfeilern. Er ist im Lichten 4,50 m breit und einschließlich Chorjoch 7,85 m lang. Die drei zweiteiligen Fenster mit Fischblasenmaßwerk über Dreipässen wurden nach altem Vorbild erneuert. Das zweiachsige Schiff mit Flachbogenfenstern stammt aus dem 18. Jahrhundert. Es ist im Lichten 6,46 m breit und 8,65 m lang. An der Westwand ist eine Empore eingebaut. Das Westportal entstand in Verbindung mit einer Renovierung von 1915. Der ursprünglich achteckige Dachreiter wurde durch einen sechseckigen mit auffallend breitem Dachüberstand ersetzt.
Die Kapelle wurde zur Ehre Gottes dem heiligen Einsiedler Antonius, dem heiligen Bischof Wolfgang (sie sind als Schlusssteine zusammen mit dem Wappen des Erzbischofs Johann II. dargestellt), der Muttergottes, dem heiligen Bischof Ruprecht und der heiligen Jungfrau Cunen geweiht. Jeden Dienstag und Donnerstag sollte in der Kapelle der Cochemer Pastor eine Messe lesen, wofür er jährlich 6 Gulden und 24 Weißpfennig Cochemer Währung bekommen sollte. Dafür wurde das Heu auf den Sehler Weiden verpfändet, die an die Kapelle grenzten.
Die Sehler waren Halbbürger von Cochem ohne eigenes Gemeinderecht, und so widersprach der Cochemer Stadtrat zunächst der Anbringung einer Glocke am Sehler Dom. Später wurde eine Glocke aufgehängt, die 1441 gegossen worden war. Sie trägt die Inschrift „AVE MARIA GRACIA PLENA DOMINUS TECUM MCCCCXXXXI“. 
In den 1960er-Jahren gab es Überlegungen, die Kapelle zugunsten einer neuen Straßenführung abzureißen.

#### Kapelle Zu den drei Kreuzen

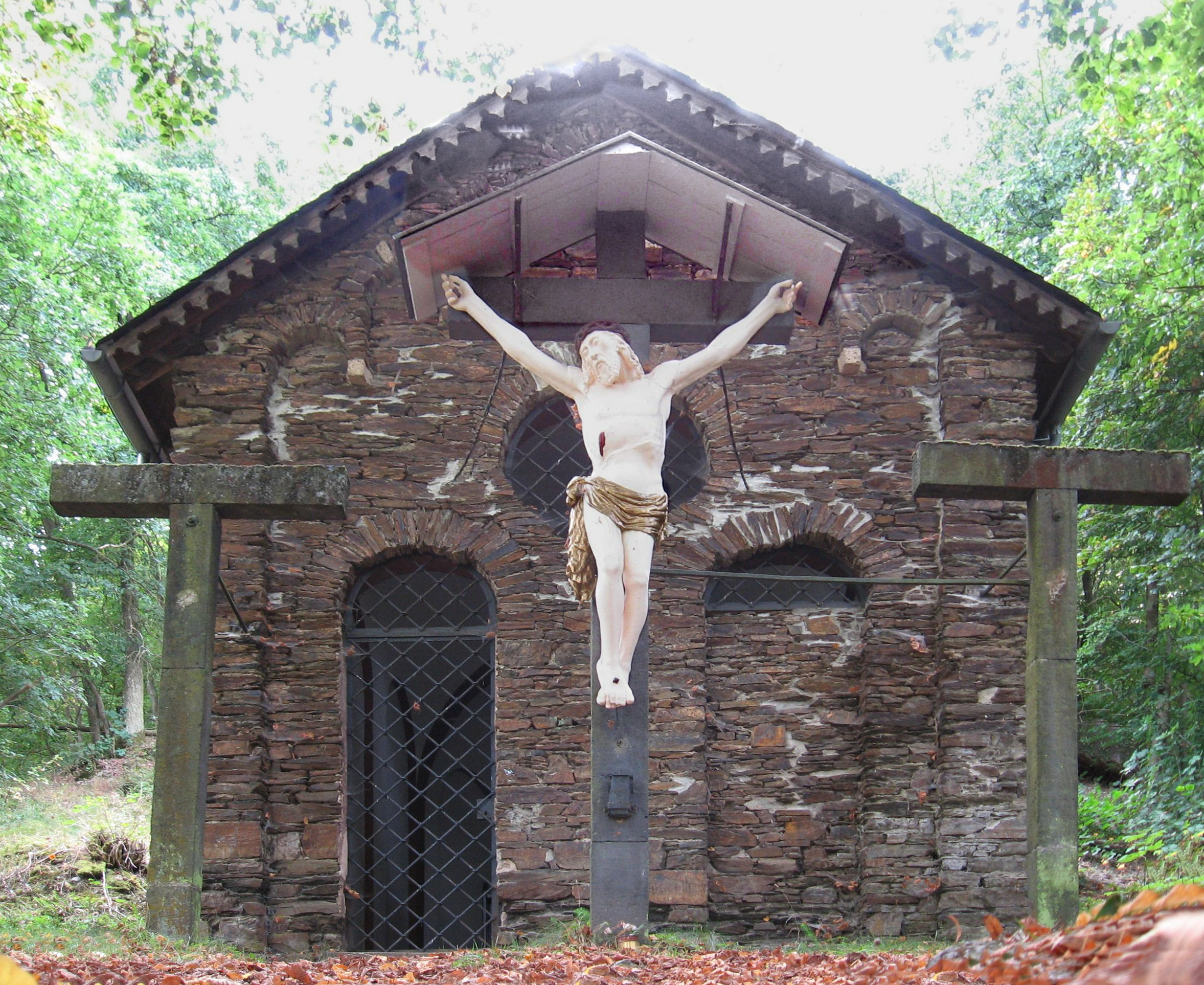
Kapelle „Zu den drei Kreuzen“

An exponierter Stelle zwischen Cochem und Sehl in der Flur Im Haag an felsiger Stelle gelegen, bietet sich von der Kapelle Zu den drei Kreuzen ein beeindruckender Blick ins Moseltal. Der Bau einer ersten Kapelle an dieser Stelle gründet wohl wie die heute davorstehende Kreuzigungsgruppe auf einer Stiftung aus dem Jahr 1652 zur Zeit des Trierer Kurfürsten Karl Casper von der Leyen. Darauf weist die Jahreszahl am mittleren Basaltkreuz mit Christusfigur aus weichen Sandstein hin. Zwei St.-Antonius-Kreuze, heute ohne die ehemals dazugehörenden Bildnisse der Schächer, flankieren das mittlere Kreuz. Auf dem Linken findet man die Meisterbuchstaben P.A.
Mitte des 19. Jahrhunderts war die erste Kapelle so baufällig geworden, dass man den damaligen Baumeister Joseph Dalmar sen. zu Rate zog. Der Zustand ließ aber eine Renovierung nicht mehr zu. Dalmar lieferte daher für einen Neubau Plan und Kostenvoranschlag. Die Finanzierung erfolgte durch Spenden der Cochemer Bevölkerung. Neben vielen kleinen gab es auch eine große Spende über zehn Taler. Um weitere Gelder zur Finanzierung des Neubaus zu erlösen, veranstaltete man eine Verlosung. Als Preis wurde ein Paar Pantoffeln ausgesetzt, die der Einnehmer Hauptmann Sabel gewann. Diese Verlosung erbrachte weitere zehn Taler und so konnte man schon im Jahr 1850 den Neubau vollenden. Dalmar plante diesen drei Meter weiter zurück in den Hang. Das dazu notwendige Gelände schenkte Familie Bauer. Auch gab es weitere Sachspenden, z. B. von Dachbrettern und Leyen (Schieferplatten).
Der ursprünglich hier aufgestellte Gnadenstuhl aus dem 16. Jahrhundert steht heute im Alten Chor in St. Martin.

#### Katholische Kirche St. Remaclus

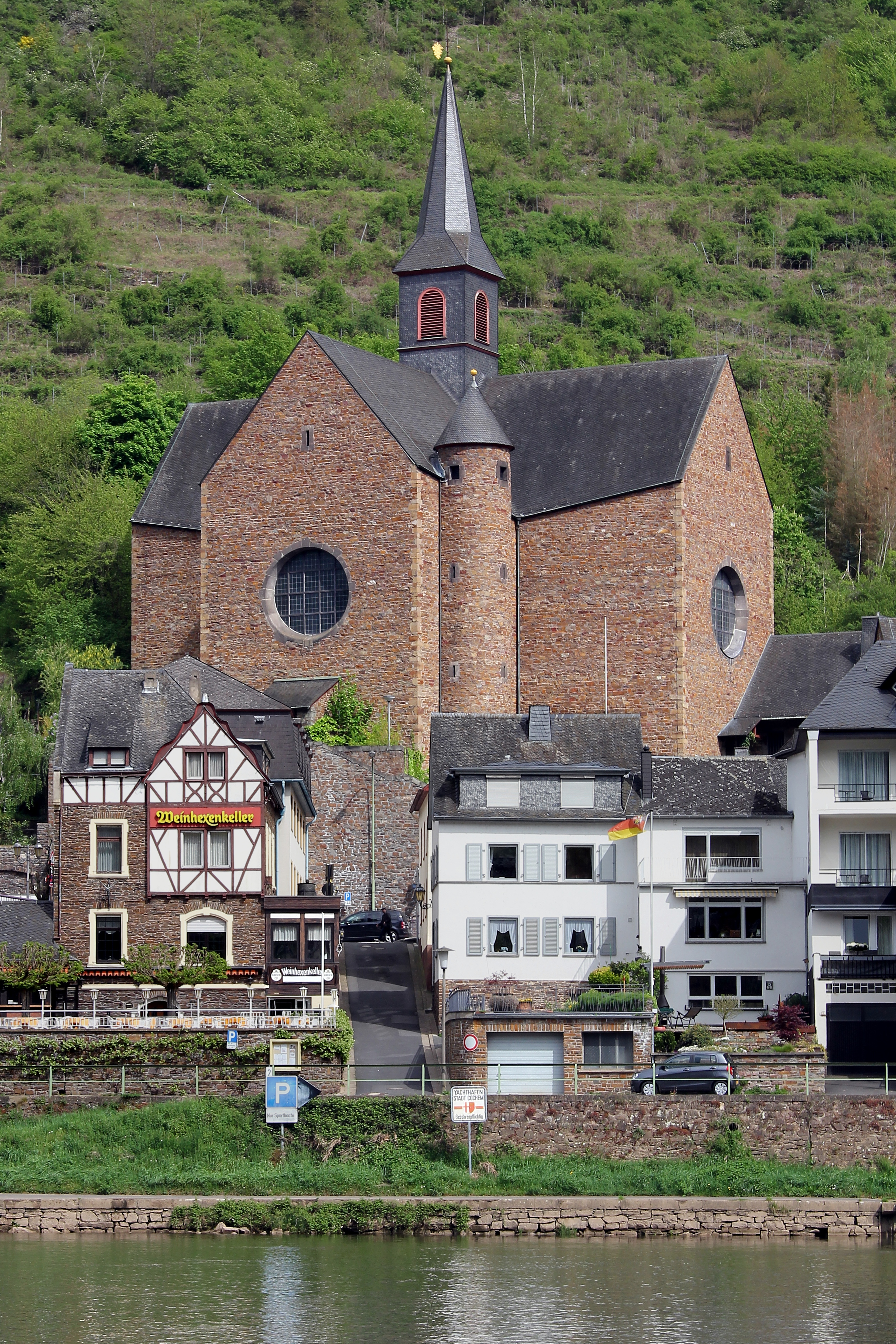
St. Remaclus

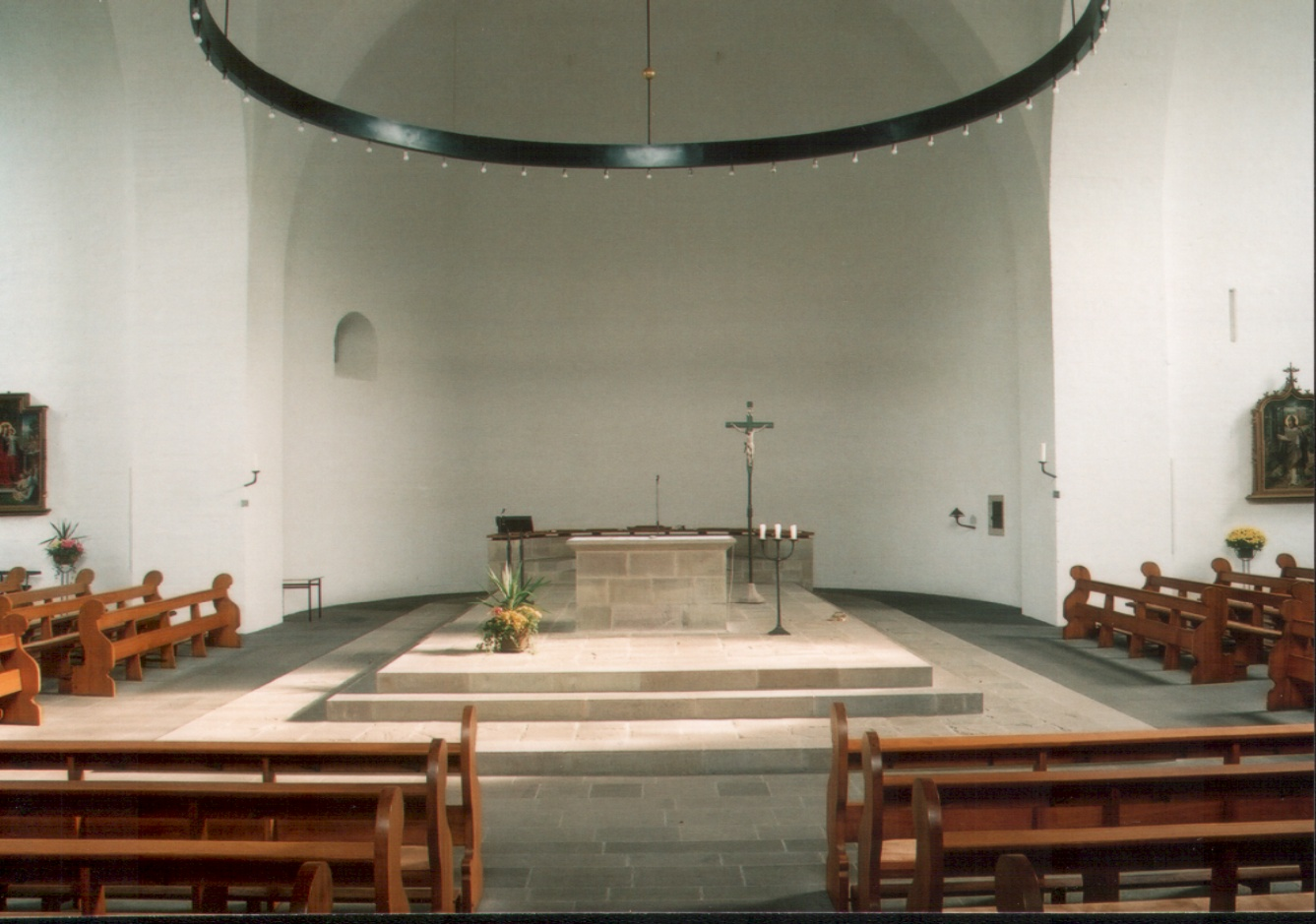
St. Remaclus Innenansicht

St. Remaclus im Stadtteil Cond nimmt unter den Kirchenneubauten der Nachkriegszeit eine besondere Stellung ein. Mit ihrer wuchtigen, doch zugleich schlichten und klaren Gestalt, errichtet aus ortstypischem Schieferbruchstein, sollte sie nach dem Plan des Kirchenbaumeisters Emil Steffann (1899–1968) als Brückenkopf und Kontrapunkt zur Burg am jenseitigen Ufer wahrgenommen werden.
Die schlichte wie qualitätsvolle Ausführung setzt sich im Inneren fort. St. Remaclus steht für eine im modernen Kirchenbau beispielgebende Konzeption. Sie verkörpert vor allem Offenheit: Für die liturgischen Vollzüge entsprechend dem Zweiten Vatikanischen Konzil, für die Versammlung der Gemeinde um den Altar. Der kreuzförmige Raum wird umfasst von weiß geschlämmtem Ziegelmauerwerk, durchbrochen von großen Rundfenstern. Mächtige Rundbögen öffnen jeweils die drei Kreuzarme mit den Bankreihen hin zum Zentralraum mit der Altarinsel vor der tiefen Apsis. Ein großer Radleuchter umfängt Gemeinde und Altar mit seinem Licht. Die Ausstattung ist reduziert auf wenige, sehr wertvolle restaurierte Altarbilder und Figuren (18. bzw. 19. Jahrhundert) aus der abgebrochenen alten Pfarrkirche und auf zurückhaltend gestaltete moderne Kunstwerke zeitgenössischer Künstler:
- Jochem Pechau: Grundstein im Kirchenraum sowie Schlusssteine im Kreuzgewölbe der Krypta
- Klaus Balke: Tabernakel in der Krypta
- Paul Nagel: geschmiedetes Gitter um den Tabernakel
- Jakob Schwarzkopf: Bleiglasfenster in der Apsis
- Christoph Anders: Ambo, Ewiges Licht und Altarleuchter.

Die Krypta wird über einen Treppenturm erreicht und dient der Gemeinde als Taufkapelle und Werktagskirche. Sie birgt zudem das Tabernakel. Die Kirche ist zu den Gottesdienstzeiten geöffnet.
Zeitlicher Ablauf:
- 1950: Das alte Kirchenschiff in der Zehnthausstraße aus dem Jahre 1701 war baufällig und für die größer werdende Gemeinde zu klein geworden.
- 1955: Mit der Suche nach einem neuen Standort für die Kirche beauftragte Weihbischof Bernhard Stein Pastor Adalbert Heil. Dieser beauftragte wiederum mit einem ersten Entwurf den Kirchenbaumeister Emil Steffann aus Bonn-Mehlem.
- 1964: Erwerb des Baugrundes und Beginn der Bauausführungsplanung durch Architekt Heinz Bienefeld. Baubeginn unter Architekt Carl Müller aus Offenbach am 17. November.
- 1968: Die Weihe der Kirche durch Bischof Bernhard Stein erfolgte am 12. Mai, dem Todestag von Jakob Anton Ziegler. Im gleichen Jahr begann der Bau des neuen Pfarrhauses.
- 2001: Unter Pastor Werner Müller wurde eine umfassende Innenrenovierung durchgeführt, die Wiedereröffnung war am 2. Juni.

#### Rathaus am alten Marktplatz und Martinsbrunnen

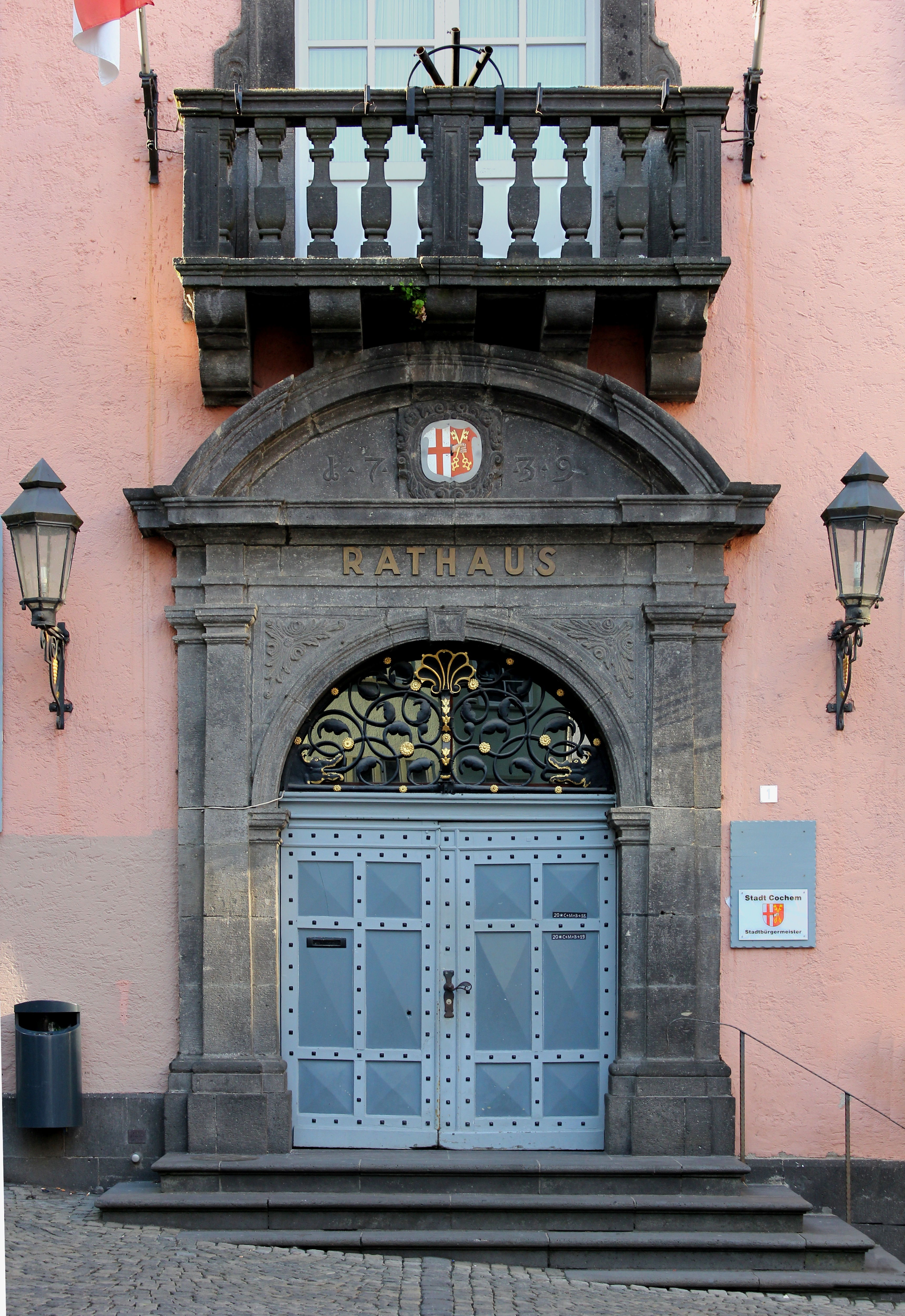
Rathausportal von 1739

Das Rathaus ist ein ehemaliges kurfürstliches Amtshaus, das Ende des 17. Jahrhunderts durch Feuer zerstört und zu Beginn des 18. Jahrhunderts wieder auf- und ausgebaut wurde. 1739 erhielt es das Portal und wahrscheinlich auch das Mansarddach. Es ist ein verputzter zweigeschossiger Bruchsteinbau im Barockstil mit rechteckigem Grundriss, außen gemessen 17,50 Meter breit und 12,40 Meter tief. Die Mauern sind 0,90 Meter bis 1,30 Meter stark. Das im Lichten 2 Meter breite Portal ist aus Basalt gehauen. Das Oberlicht im Rundbogen über der Tür enthält eine farbig behandelte Kunstschmiedearbeit. Im Giebelfeld darüber steht links und rechts von einer Rollwerkkartusche die Jahreszahl. In dem ursprünglich leeren Wappenoval ist das auf Blech gemalte Stadtwappen angebracht. Über dem Portal ruht auf fünf Konsolen ein Steinbalkon.
Vor dem Rathaus auf dem Marktplatz steht der 1459 erstmals erwähnte Marktbrunnen, der wohl schon damals ein Standbild des heiligen Martin trug. Der heutige Martinsbrunnen entstand in allen Teilen nach 1900. Die Figur des Heiligen anstelle der ursprünglichen Steinskulptur ist aus Bronze, 1935 von dem Trierer Bildhauer Anton Nagel geschaffen.

### Naturdenkmäler

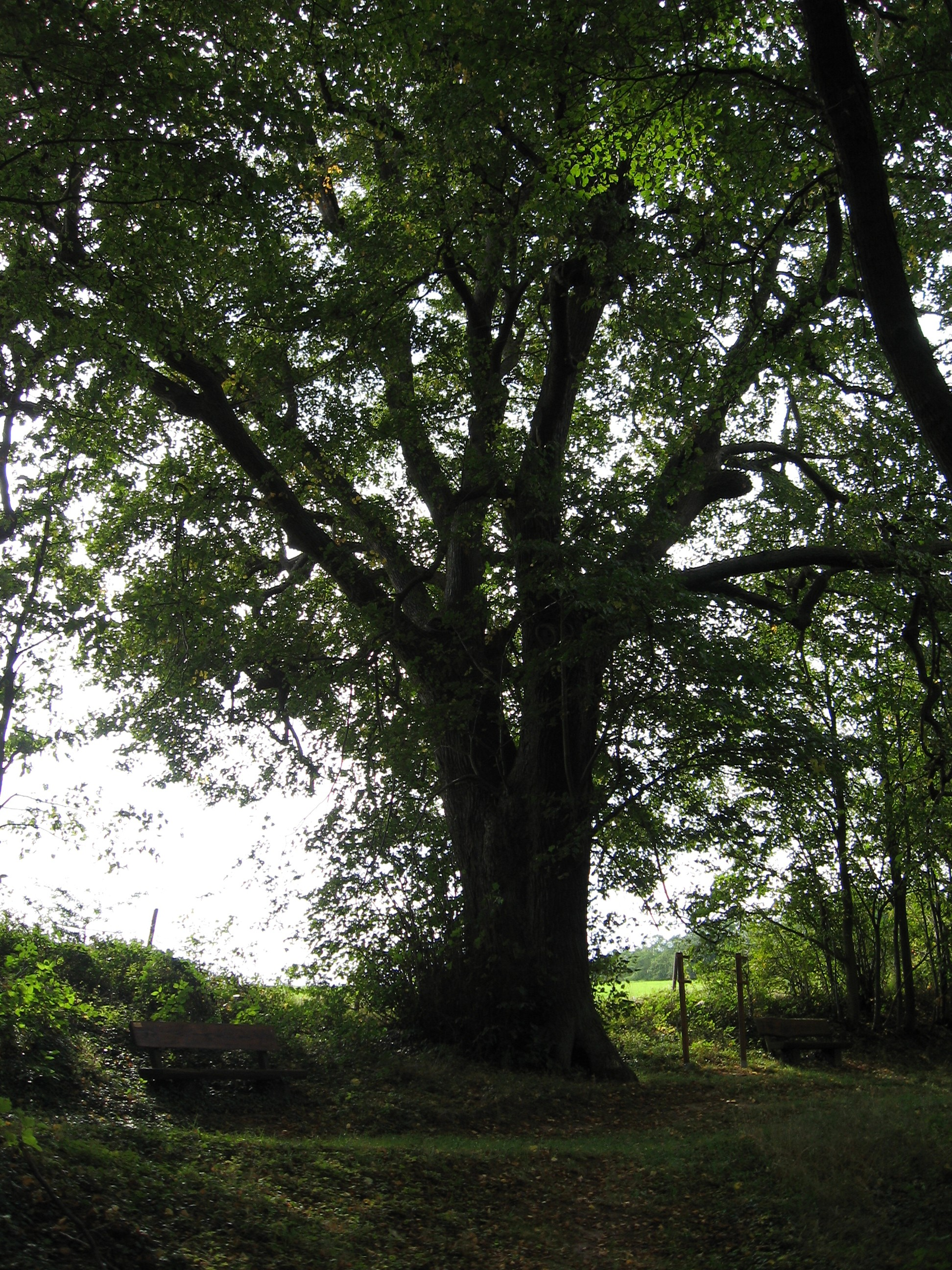
Naturdenkmal Lescherlinde

Oberhalb der Reichsburg steht die Lescherlinde, die wegen ihres Alters von über 550 Jahren und ihres ortsbildprägenden Charakters – sie ist auch vom Cochemer Bahnhof noch eindeutig auf dem Berg zu erkennen – den Status Naturdenkmal innehat.
Oberhalb des Stadtteils Cond liegt das Naturschutzgebiet Brauselay mit einer mediterranen Vegetation. Unweit von Cochem, moselabwärts bei der Ortschaft Klotten, befindet sich das auch für Wanderer besonders sehenswerte Naturschutzgebiet Dortebachtal.

### Regelmäßige Veranstaltungen
- Ostermarkt, samstags und sonntags (meistens vor Ostern)
- Knippmontag, Montag nach dem Weißen Sonntag
- Blütenfest des Roten Moselweinbergpfirsich, meistens im April
- Kunst- und Handwerkermarkt
- Mosel-Wein-Woche, beginnend Mittwochabend vor Fronleichnam
- Moselweinlagenfest in der Weinlage Cond, meistens zu Ende Juni
- Burgfest, jährlicher Mittelaltermarkt am ersten Augustwochenende
- Heimat- und Weinfest, letztes Augustwochenende
- Sehler Quetschefest, zwei Wochen nach dem Heimat- und Weinfest
- Tage des Roten Moselweinbergpfirsisch, meistens im September
- Federweißenfest, die ersten beiden Wochenenden im November
- Adventszauber und Weihnachtsmarkt
- Burgweihnacht, um den 3. Advent
- „Gasterey nach Art der alten Rittersleut’“ auf der Cochemer Reichsburg, wöchentliches gastronomisches Event kommerzieller Natur

### Bilder der Stadt

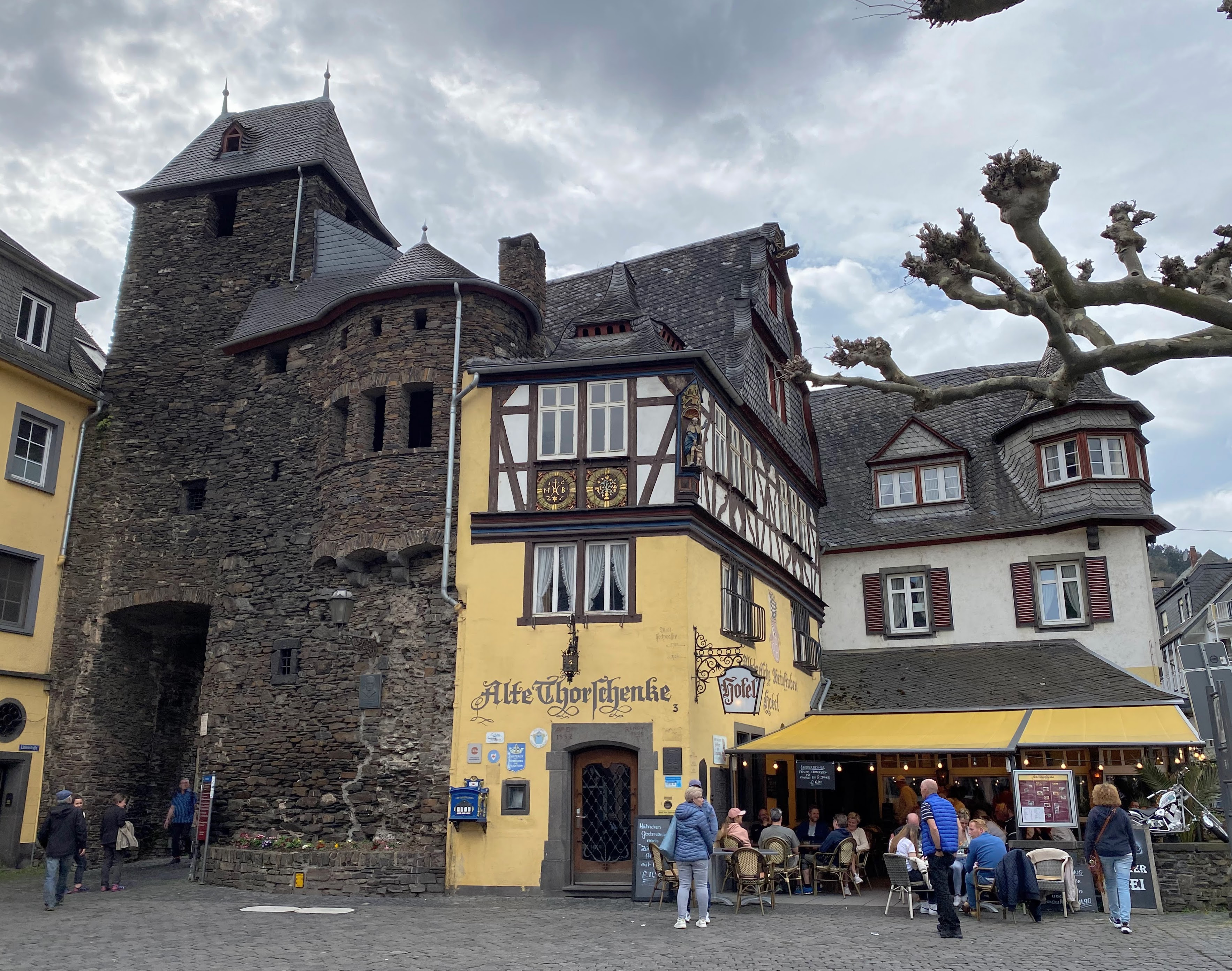
Enderttor mit Torschenke
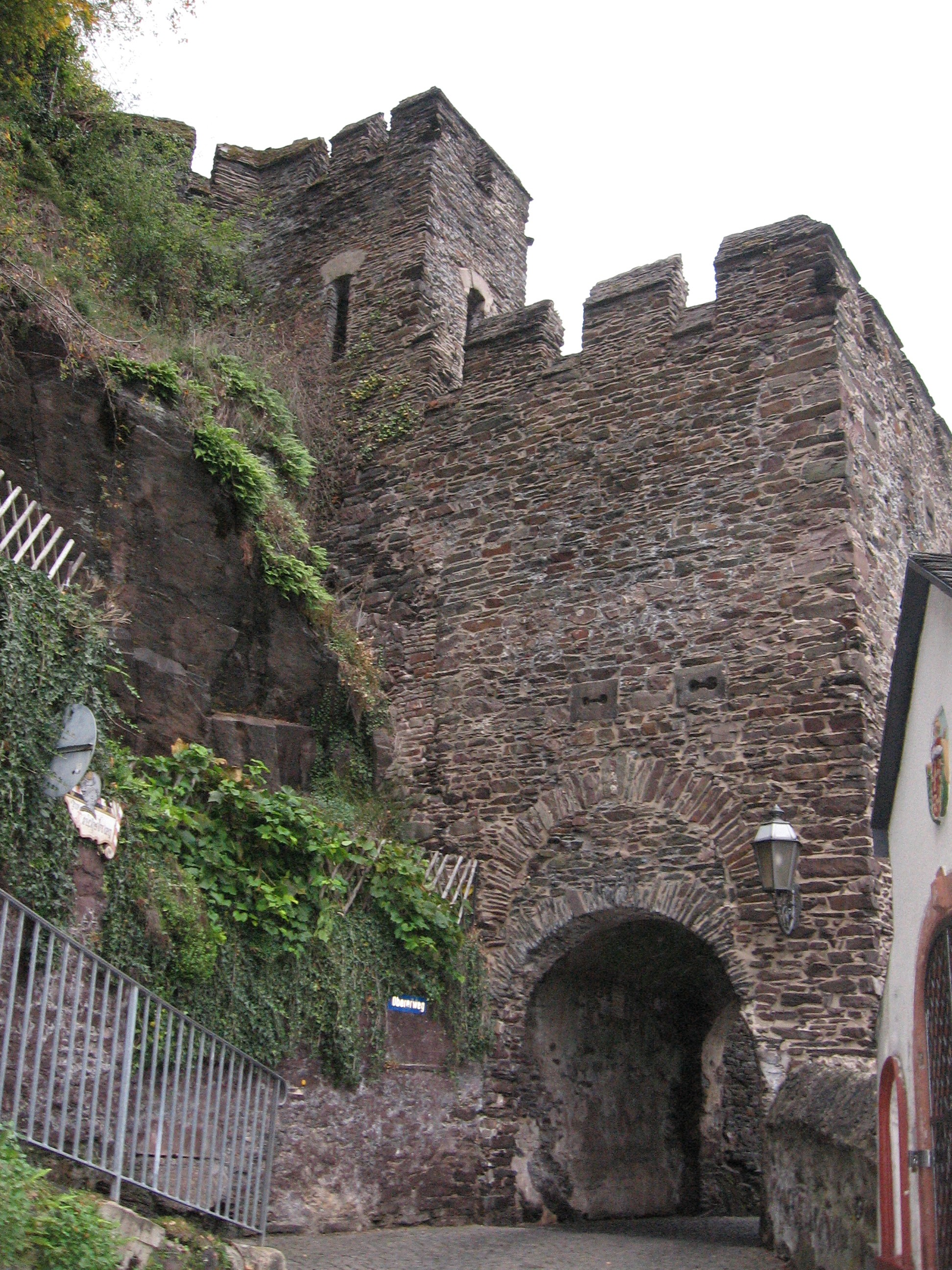
Martinstor
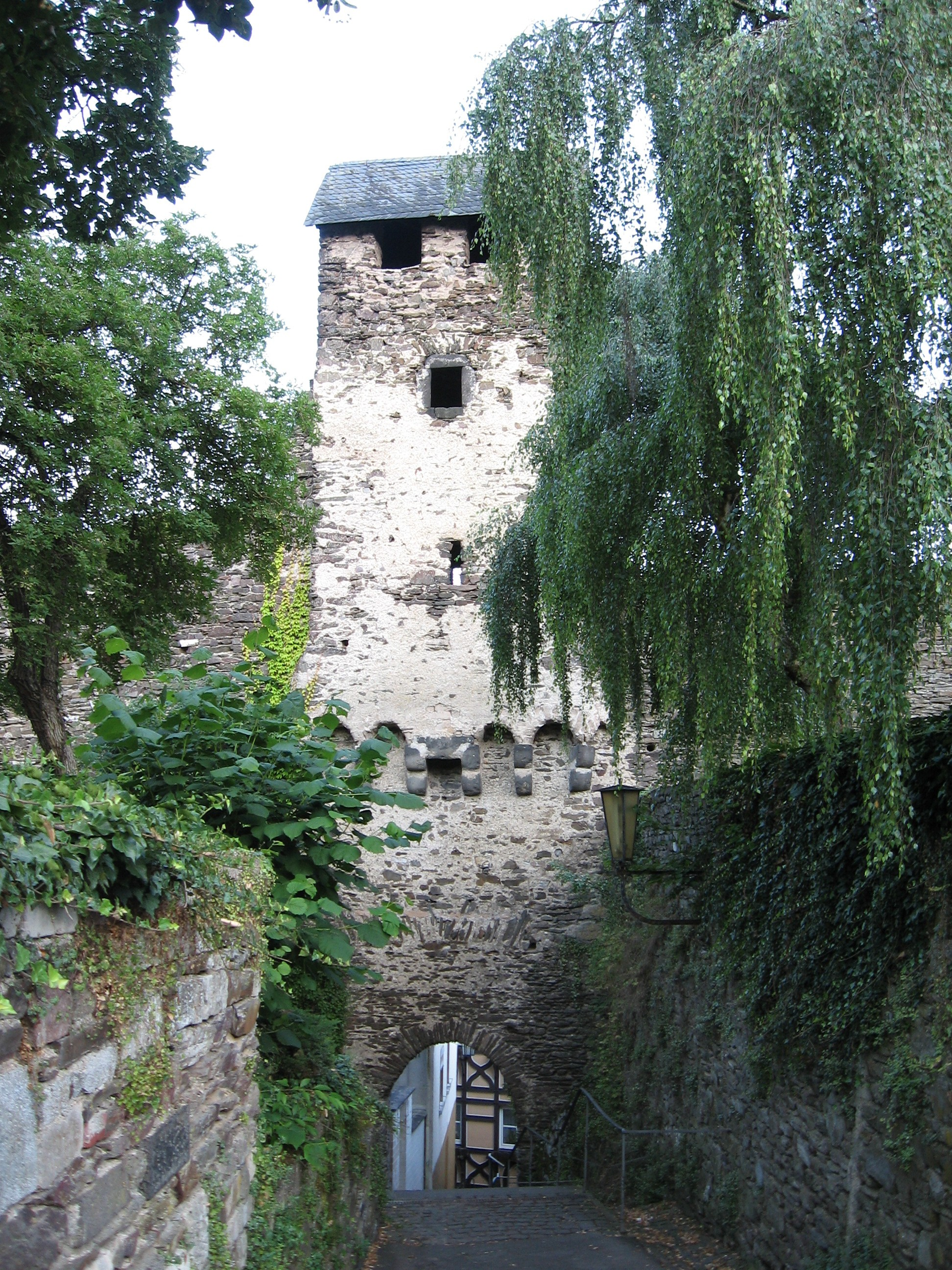
Balduinstor
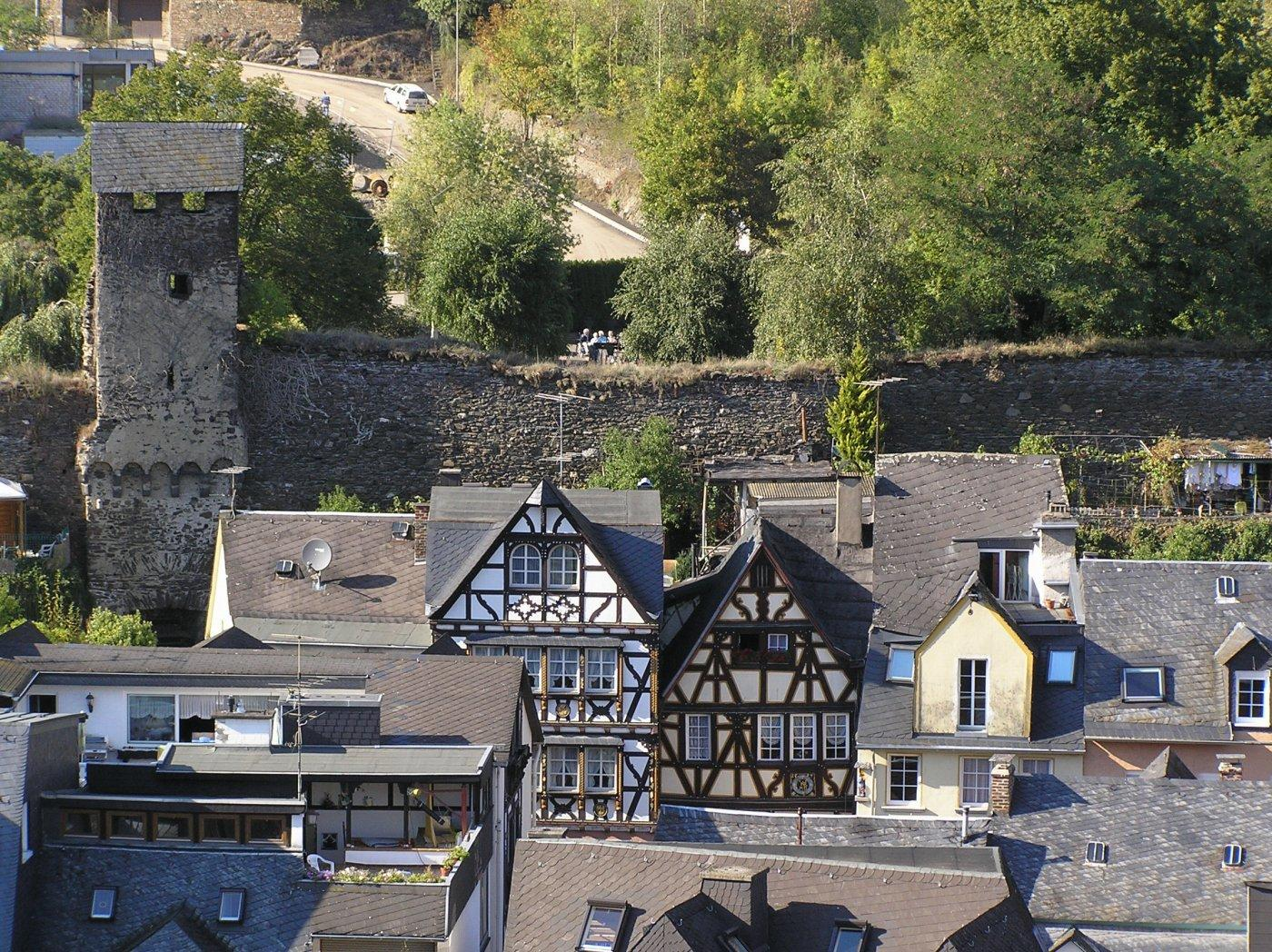
Stadtmauer mit Balduinstor und Fachwerkhäusern
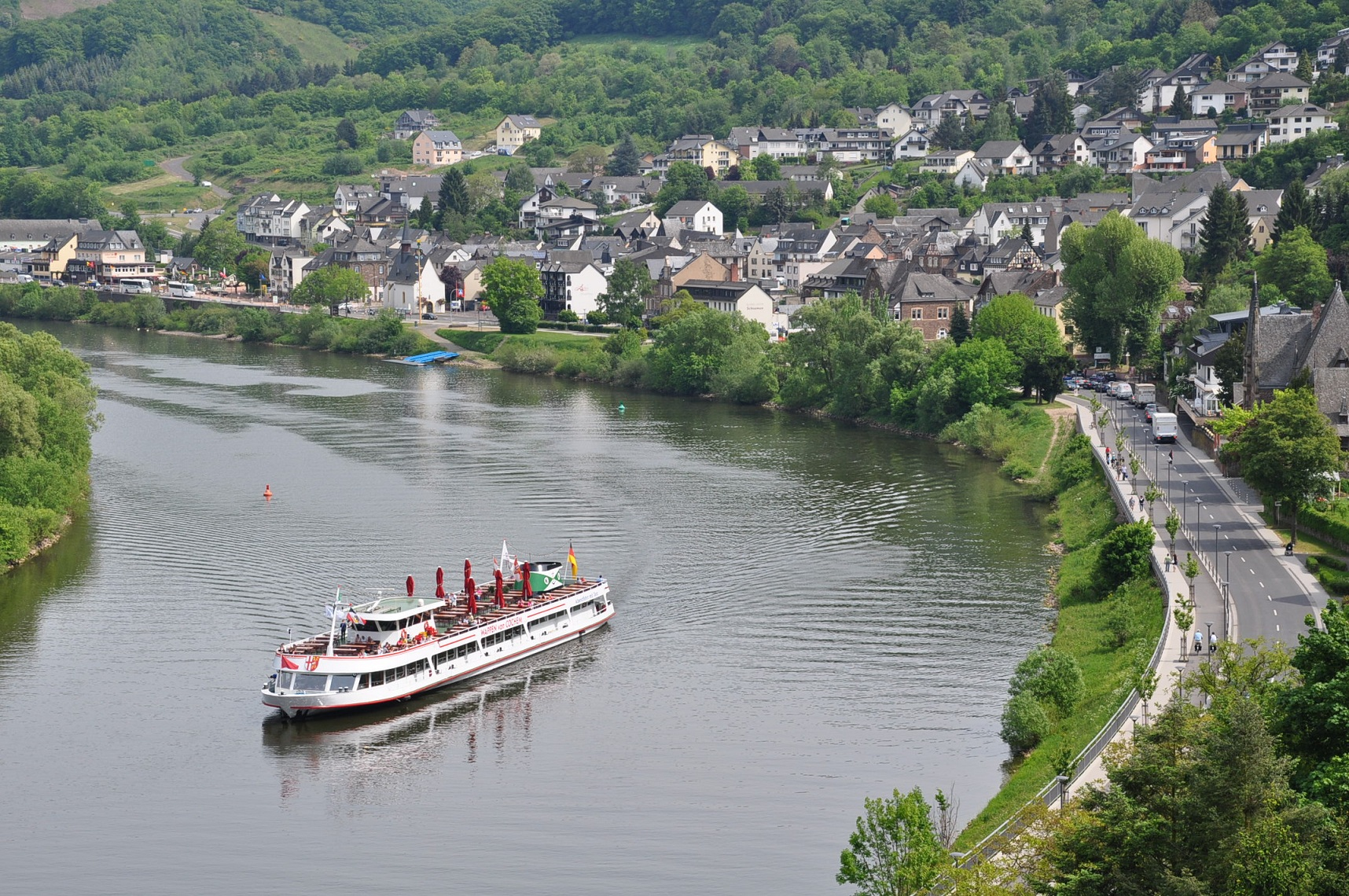
Stadtteil Sehl
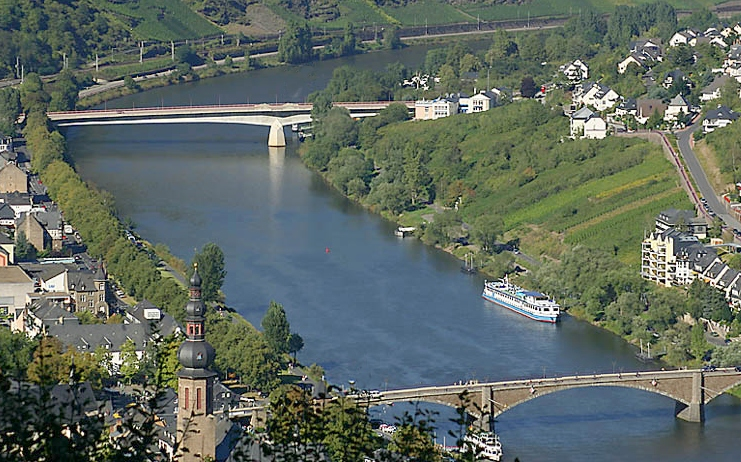
Skagerrak-Brücke und Nordbrücke vom Burgberg aus gesehen
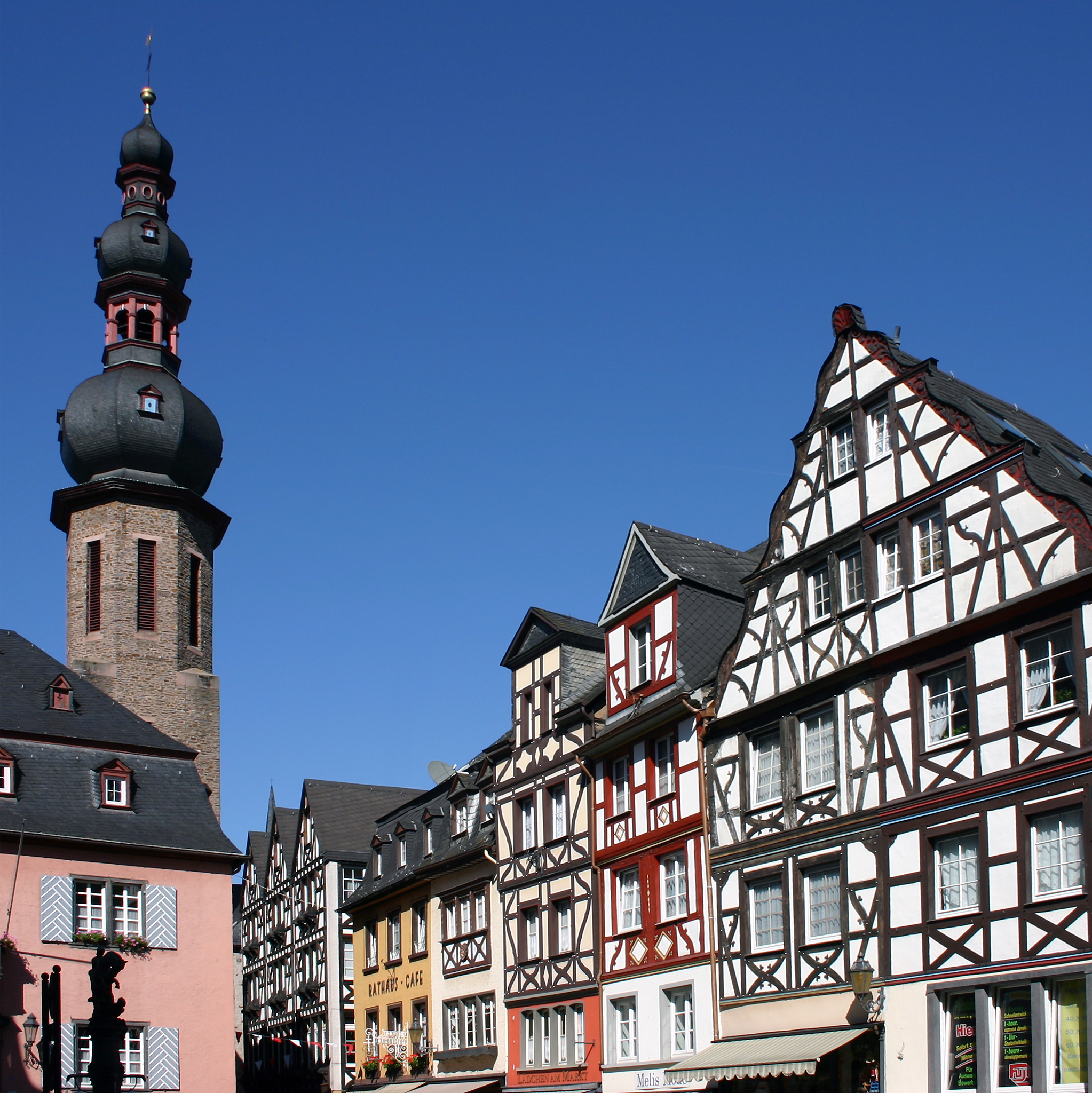
Fachwerkhäuser am Marktplatz
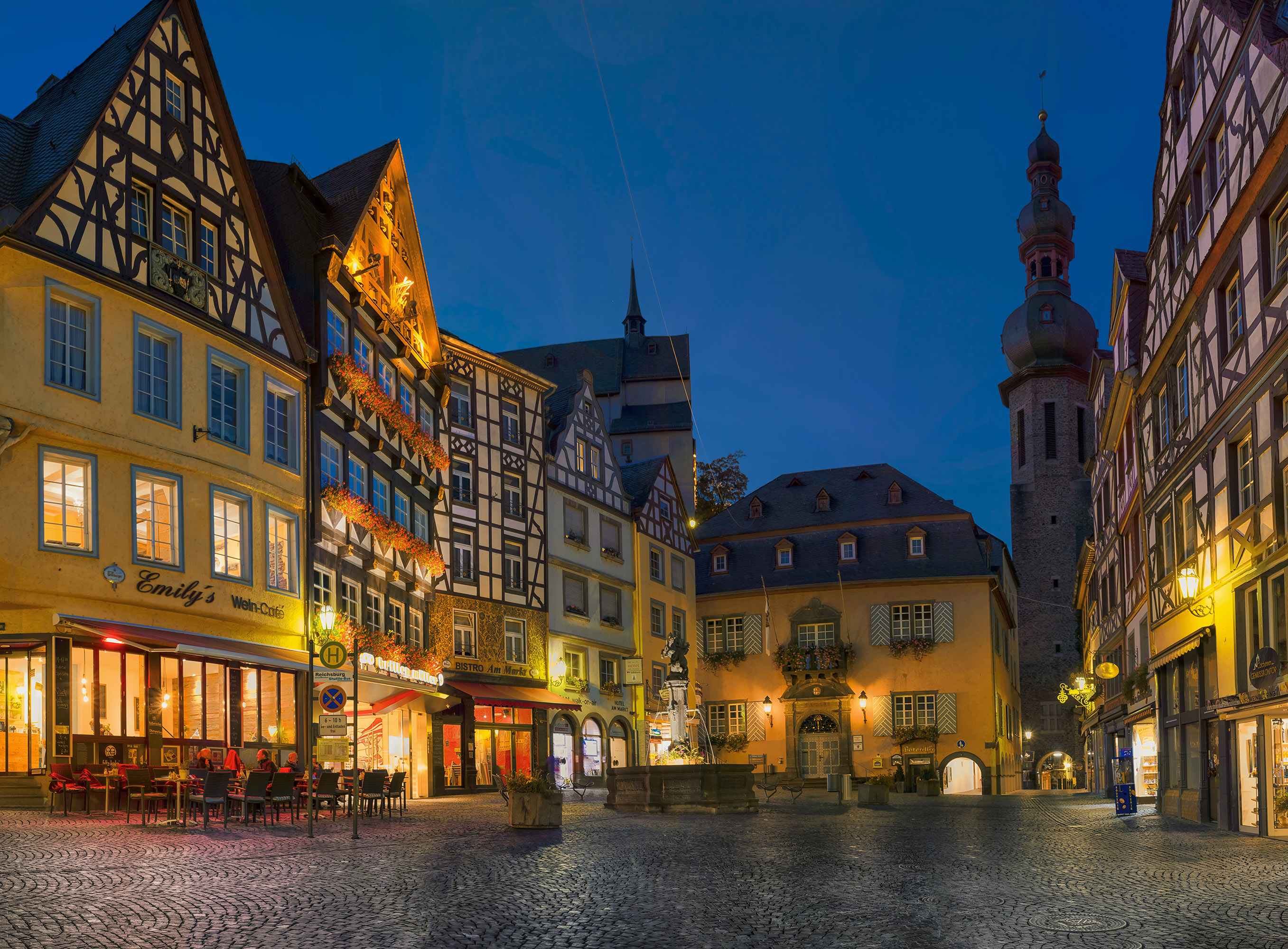
Der Marktplatz in der Abenddämmerung
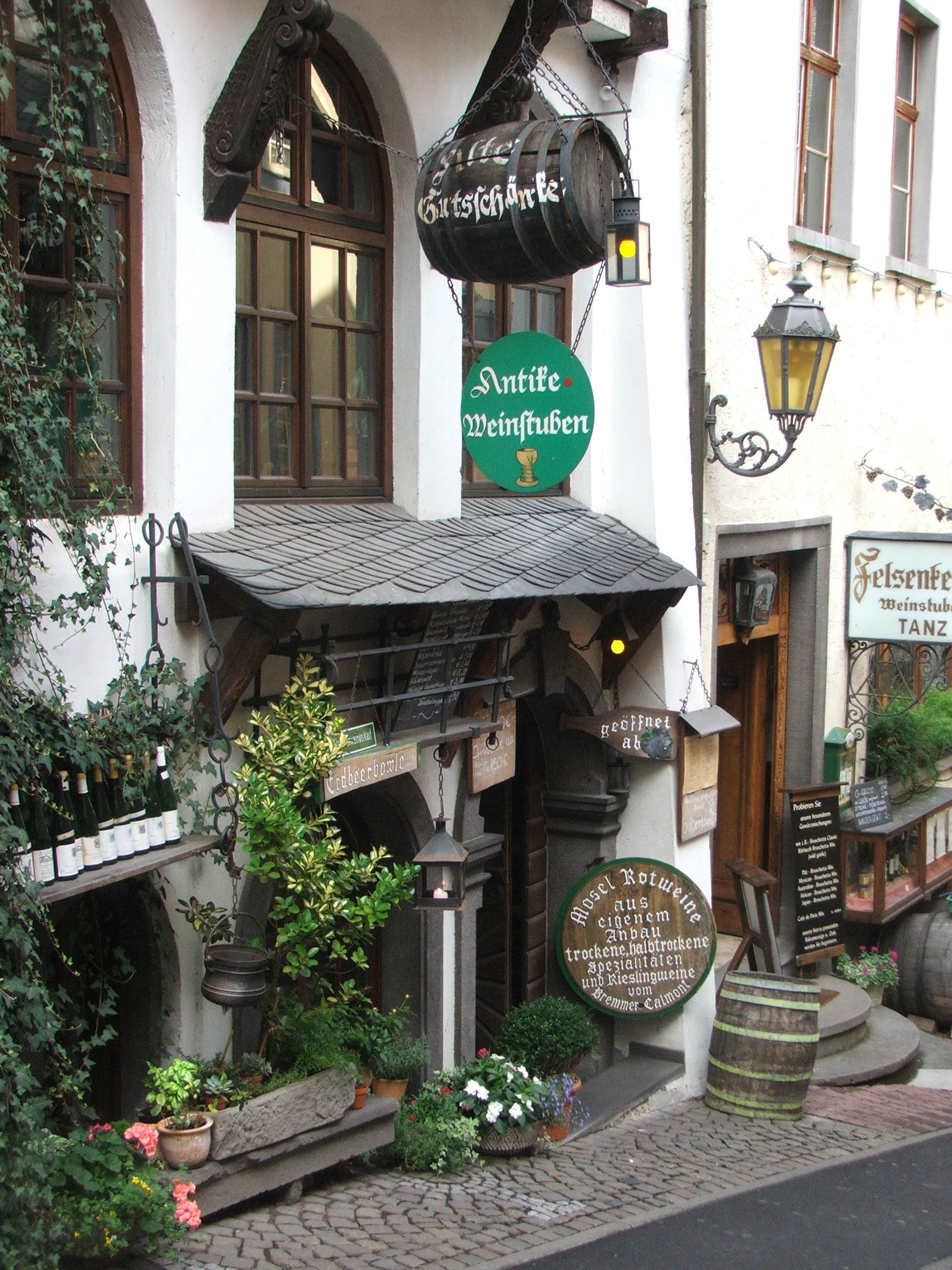
Schlossstraße
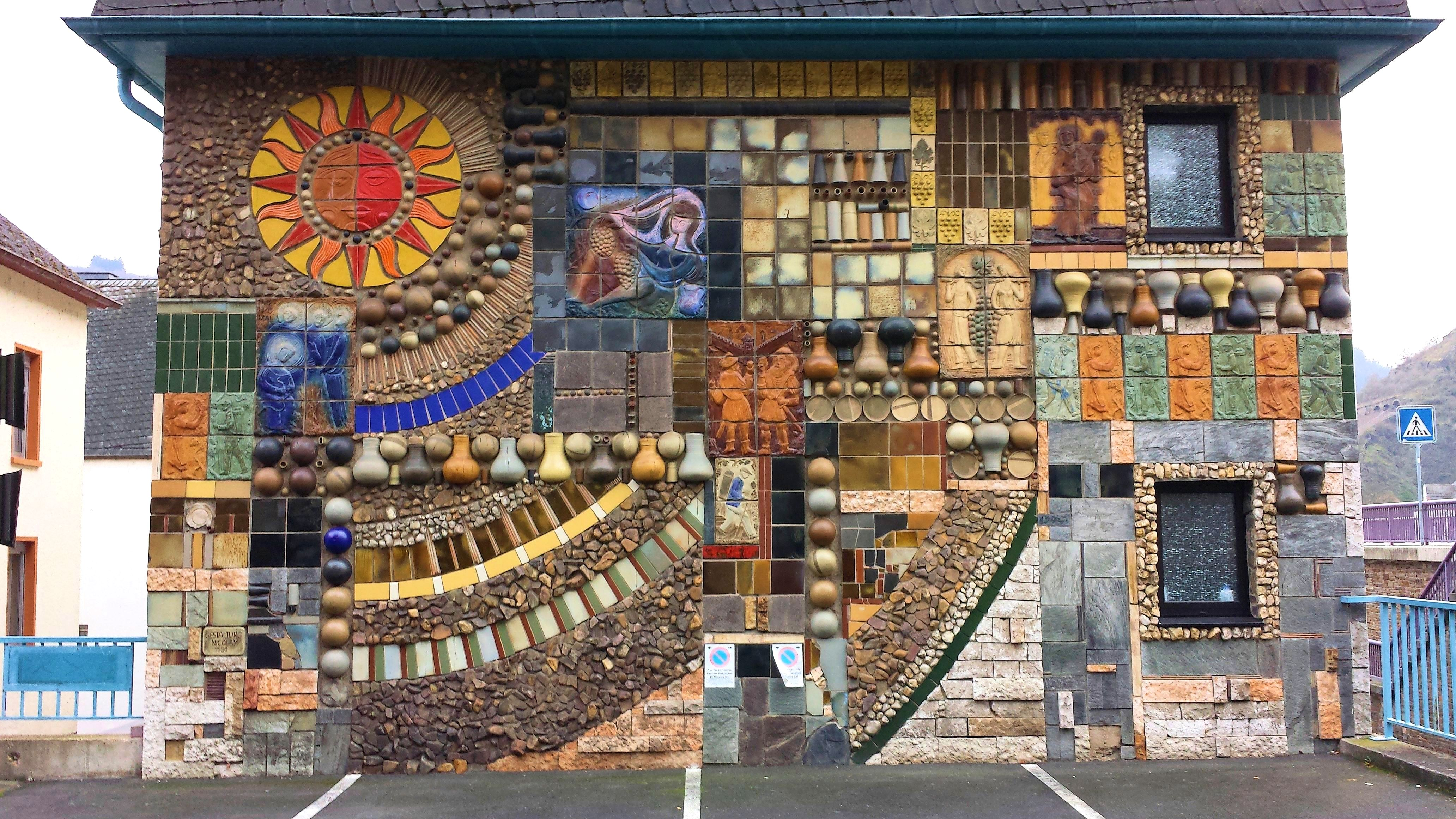
Reliefwand von Carlfritz Nicolay im Stadtteil Cond
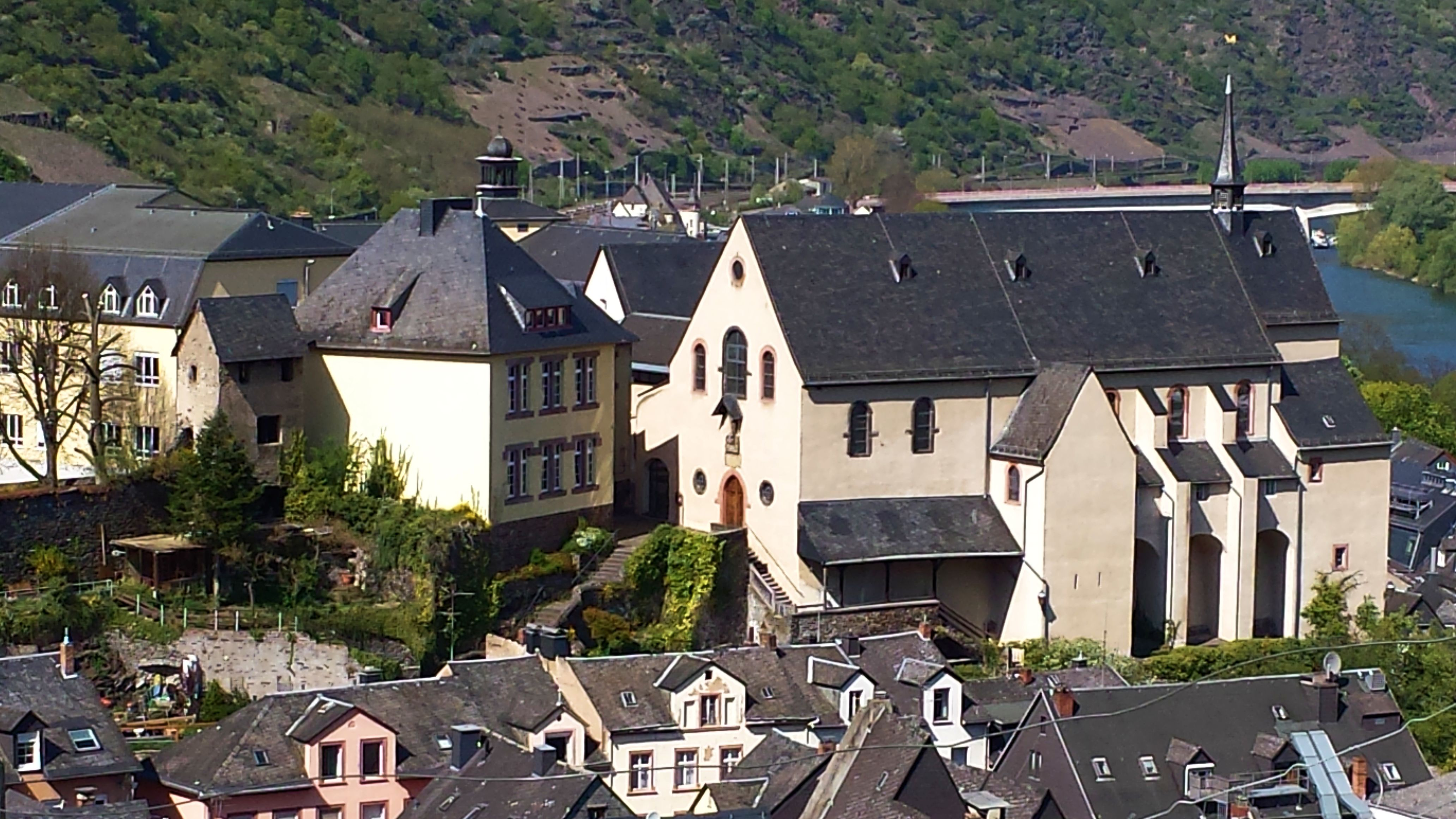
Altes Kapuzinerkloster und ehemalige Klosterbergschule
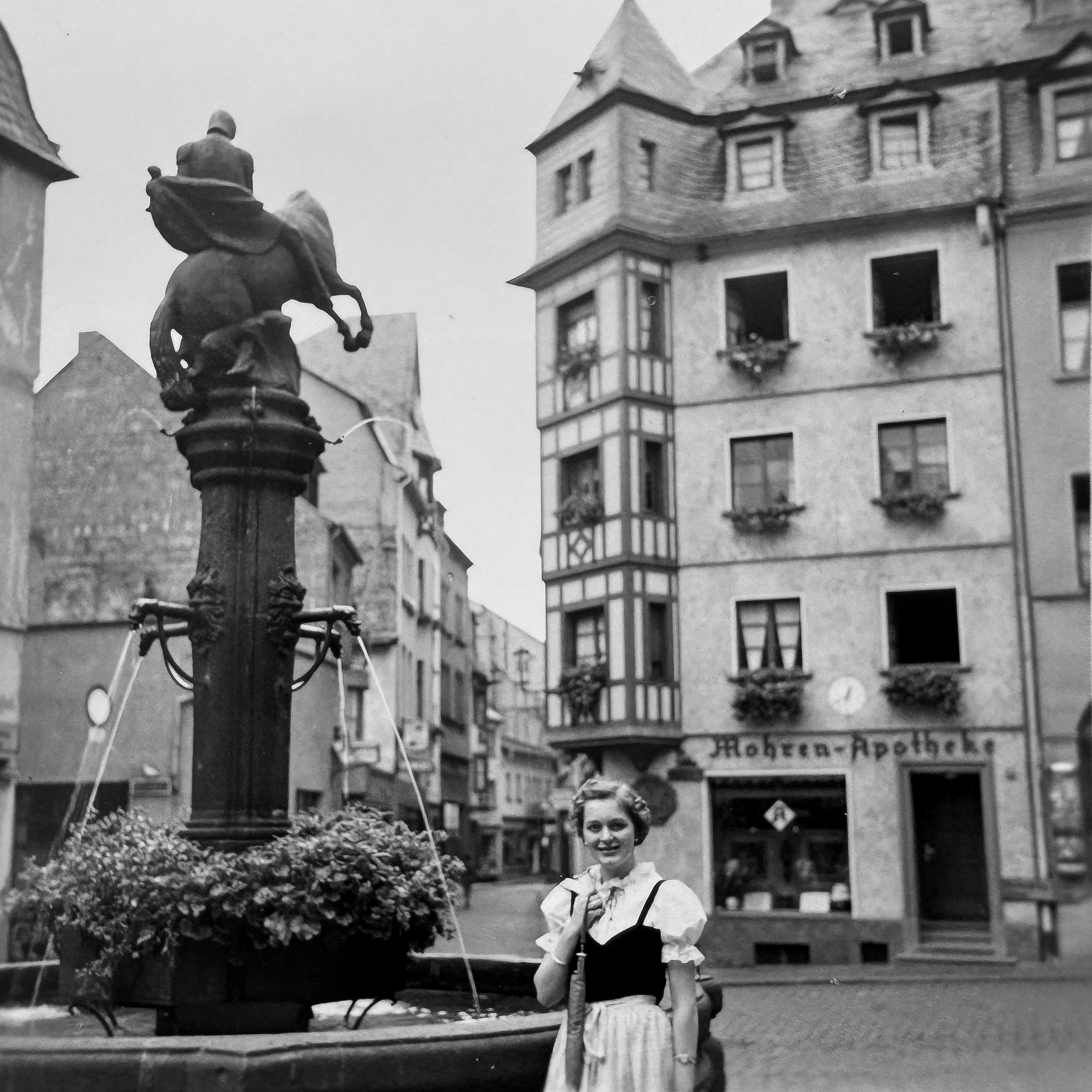
Mohrenapotheke am Marktplatz Cochem (1957)

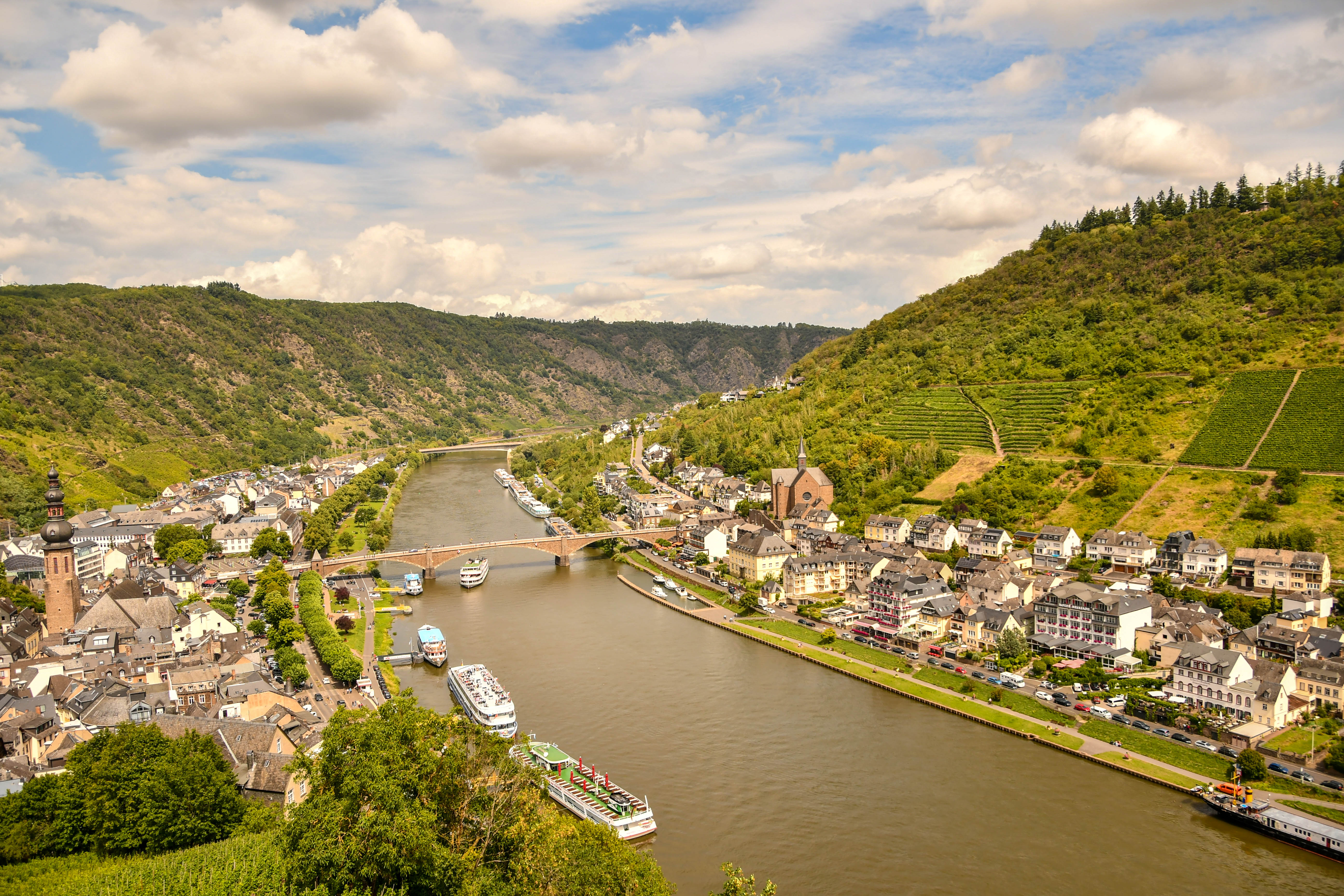
Cochem Blick auf die Mosel

## Wirtschaft und Infrastruktur

### Wirtschaft
Die Stadt Cochem ist von Tourismus geprägt. Schwerpunkte bilden hierbei die Reichsburg Cochem, das Freizeitzentrum Cochem im Stadtteil Cond, der nahegelegene Wild- und Freizeitpark Klotten und das Ferien- und Golfresort Ediger-Eller auf der Eifelhöhe.
Die Bedeutung des Weinbaus war in den letzten Jahrzehnten stark rückläufig. Während sich die Zahl der Winzerbetriebe im Vollerwerb früher in einem dreistelligen Bereich bewegt hat, ist sie heute auf weniger als Zehn abgesunken. Schon lange arbeitet die Mehrheit der Bevölkerung in anderen Wirtschaftszweigen.
Von der negativen Entwicklung im Weinbau sind insbesondere die Steillagen betroffen, wodurch sich das Landschaftsbild sehr gewandelt hat. Während viele Hänge im Stadtgebiet bis in die 1970er- und 1980er-Jahre noch mit Reben bepflanzt waren, wurden die meisten der ehemaligen Weinbergslagen inzwischen von der Natur zurückerobert.

### Ehemalige Tabakfabriken

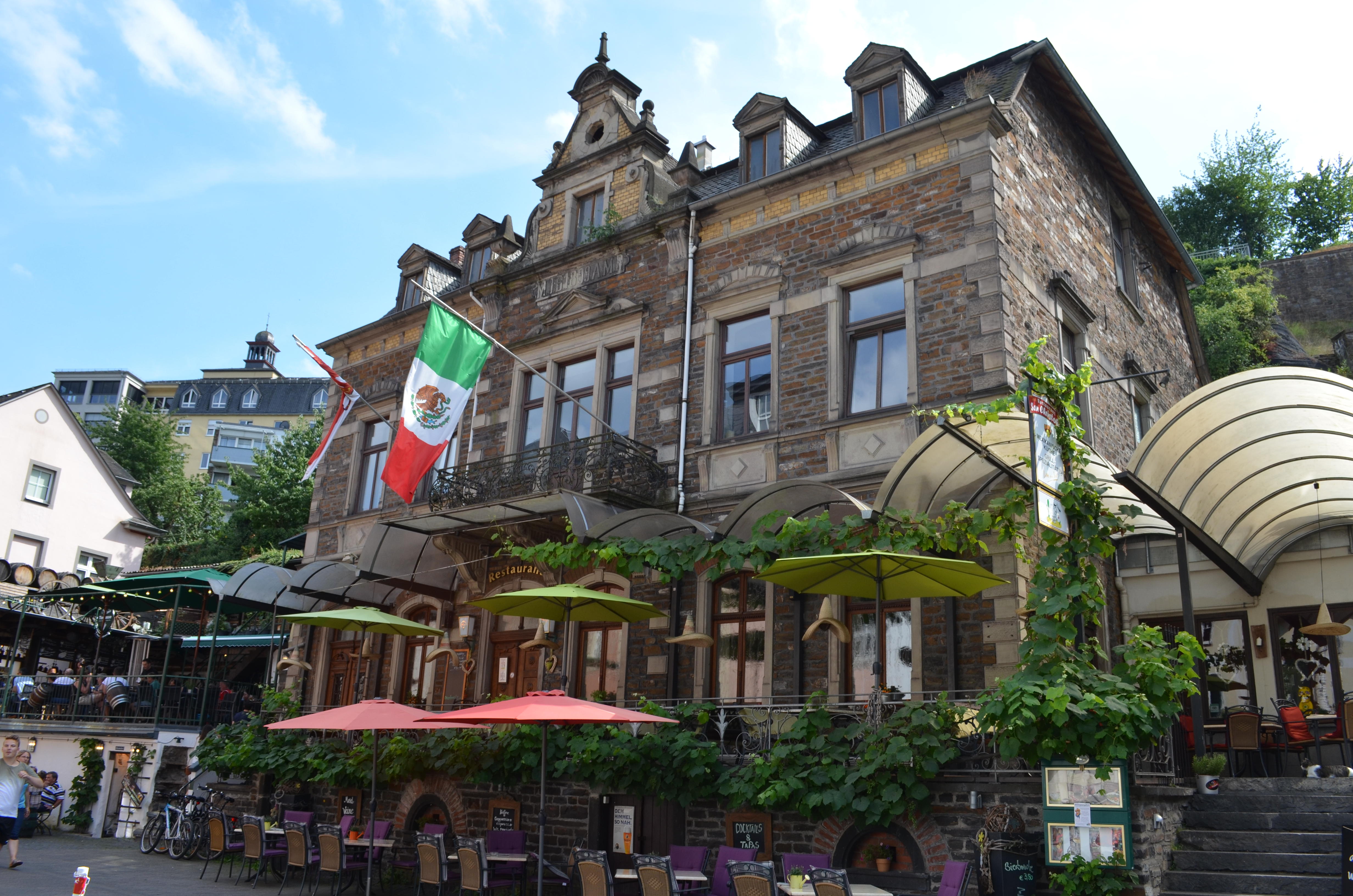
Ehemalige Tabakfabrik Barz

Seit Anfang des 19. Jahrhunderts gab es in Cochem mehrere Tabakfabriken. Von 1822 bis 1848 betrieb Josef Clemens eine Tabakfabrik in der Oberbachstr. 281 (heute 11) die 1848 von Joseph Bodenbach sen. übernommen wurde und von seinem Sohn Joseph jun. von 1875 bis 1915 weitergeführt wurde.
Die Tabakfabrik Gebrüder Barz in der Endertstraße 555 und 556 (heute 7 und 9) bestand von 1861 bis 1926. Dort wurden Rauch-, Schnupf- und Kautabak gefertigt. Eine Verkaufsstelle war in der Herrengasse.
Eine weitere Fabrik besaß ein J. Kemps in der Unterbachstraße von 1880 bis um 1930. Zwischen 1900 und 1930 betrieb J. Järgen eine Manufaktur mit angeschlossenem Handelsgeschäft an der Ecke Oberbach-/Schlaufstraße. Im Enderttal gab es eine Tabakmühle. In den Fabriken, die man heute eher als Manufakturen bezeichnen würde, waren meist zwischen 5 und 30 Arbeiter beschäftigt, viele Arbeiten wurden in Heimarbeit erledigt. Der Tabak stammte hauptsächlich aus der Wittlicher Senke und der Pfalz.

### Verkehr

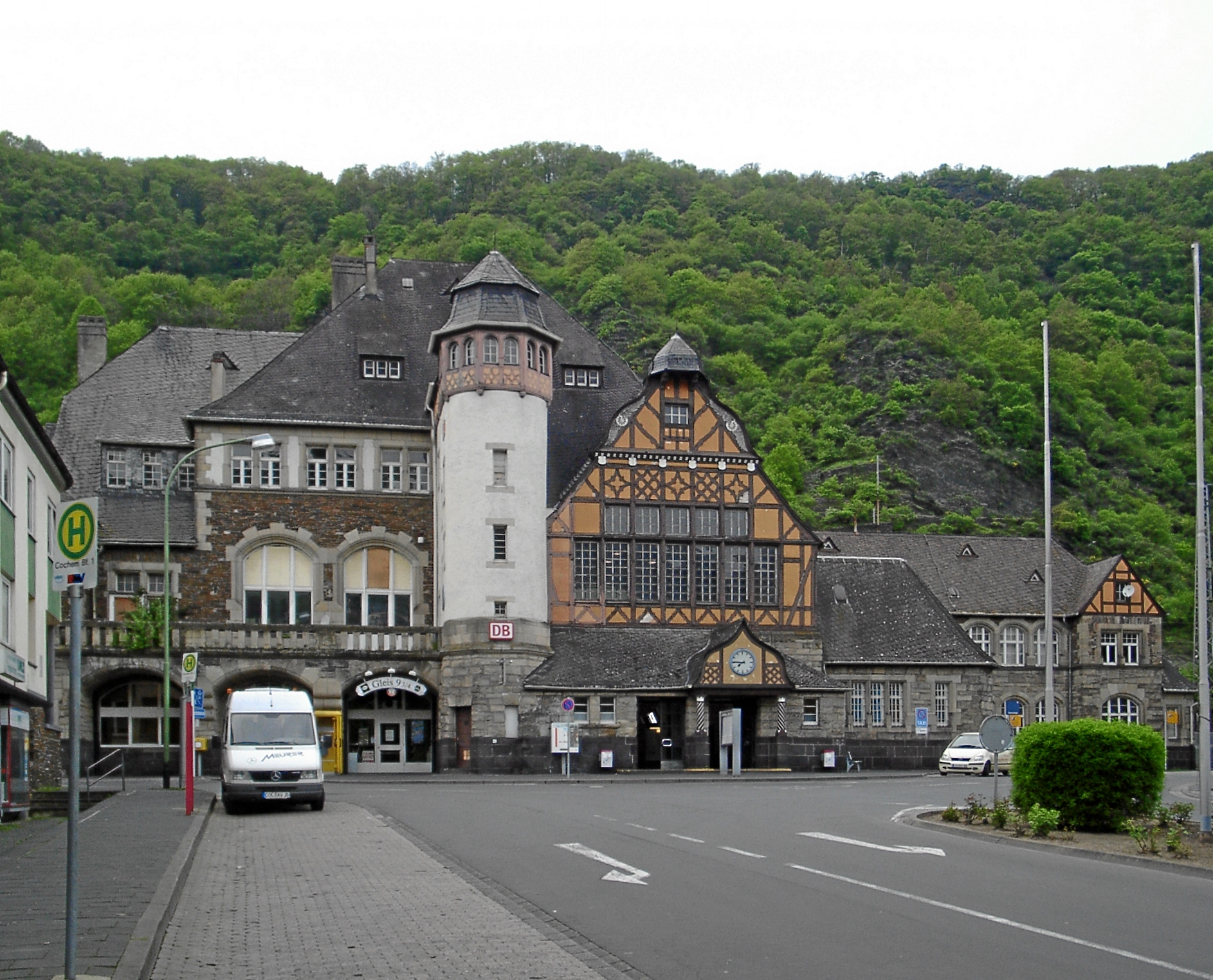
Das Empfangsgebäude des Bahnhofs von Cochem ist architekturhistorisch bedeutsam

Cochem liegt an der Bahnstrecke Koblenz–Trier. Um die ca. 20 km lange Strecke entlang der Flussschleife des Cochemer Krampens abzukürzen, wurde zwischen Cochem und Ediger-Eller der Kaiser-Wilhelm-Tunnel gebaut. Mit einer Länge von 4,2 km war er von seiner Fertigstellung 1877 bis 1985 der längste Eisenbahntunnel Deutschlands.
Per Auto ist das Stadtgebiet über zwei Bundesstraßen erreichbar, die B 49, die zwischen Koblenz und Alf dem Lauf der Mosel folgt, und die in Sehl davon abzweigende B 259, die Cochem mit der Eifelautobahn, der A 48, verbindet.

### Öffentliche Einrichtungen
Die Stadt ist Bundeswehrstandort (TUK Cochem-Brauheck) und Verwaltungs- und Schulzentrum. Cochem ist Verwaltungssitz der Verbandsgemeinde Cochem und der Kreisverwaltung Cochem-Zell. In Cochem gibt es ein Amtsgericht. Ebenfalls gibt es die Arbeitsagentur/ARGE, eine Außenstelle des Wasser- und Schifffahrtsamtes Koblenz-Mosel, ein Gesundheitsamt, ein Kreiswasserwerk, eine Polizeiinspektion und die Wasserschutzpolizeiinspektion, ein Krankenhaus, zwei Altenresidenzen, ein Heim für geistig und körperlich Behinderte (Kloster Ebernach), eine Rettungswache des DRK sowie einen DRK-Ortsverein mit den Gemeinschaften Bereitschaft, welche auch eine Bergrettungsgruppe stellt, und Wasserwacht. Ebenfalls gibt es eine Stützpunktwehr der Freiwilligen Feuerwehr.

### Bildung
- Grundschule Cochem
- Realschule plus Cochem

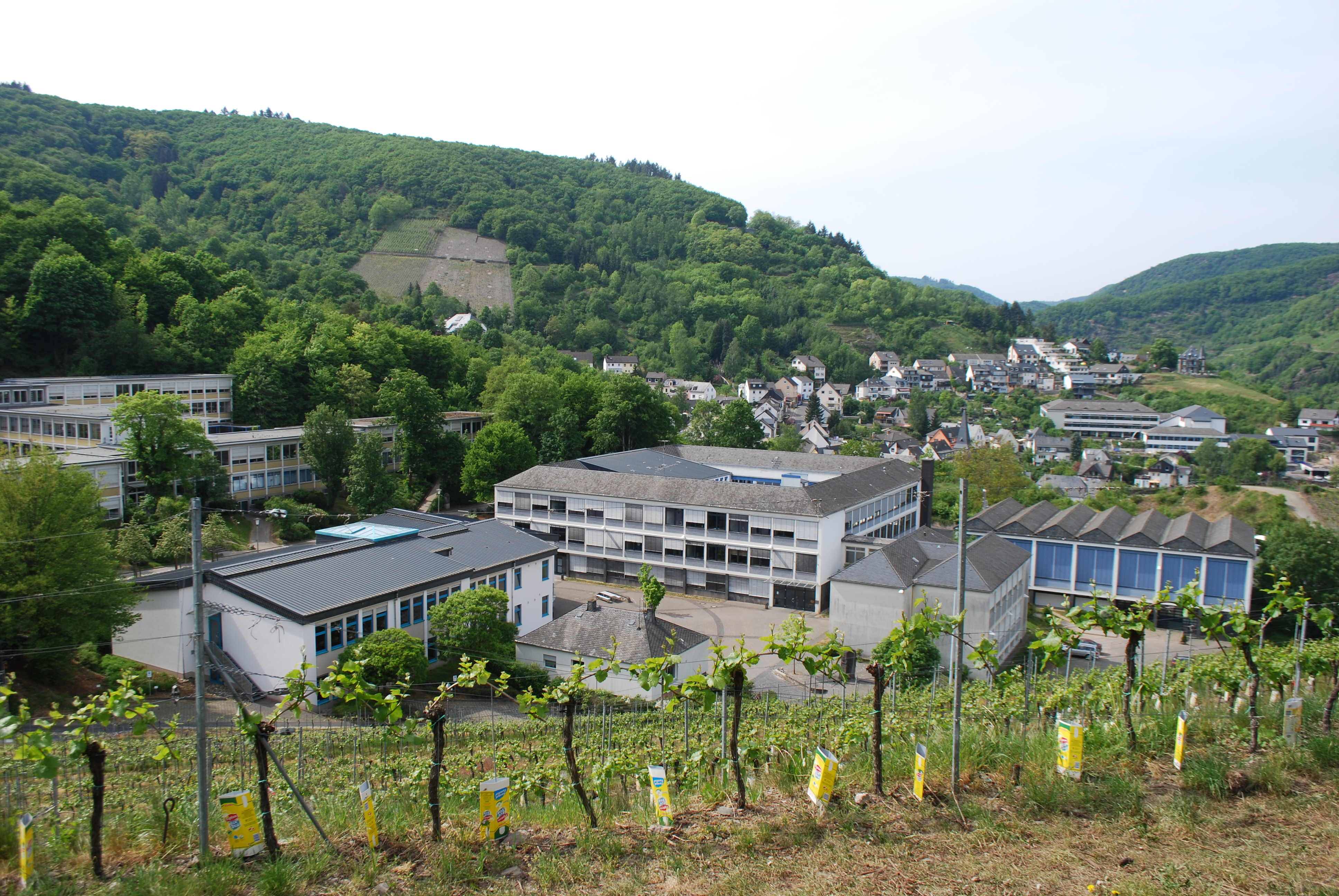
Martin-von-Cochem-Gymnasium

- Martin-von-Cochem-Gymnasium (Einweihung am 12. Juli 1963)[23][24]
- Berufsbildende Schule Cochem-Zell
  - Berufsvorbereitungsjahr gewerblich-technischen sowie hauswirtschaftlichen Bereich
  - Berufsschule (30 Fachrichtungen)
  - Berufsfachschule I (BF I) (7 Fachrichtungen)
  - Berufsfachschule II (BF II)
  - Zweijährige Höhere Berufsfachschule
  - Berufsoberschule I (BOS I)
  - Duale Berufsoberschule (DBOS)
  - Berufsoberschule II (BOS II)
  - Fachschule (Altenpflege, Tourismus)
- Kreisvolkshochschule (KVHS) Cochem/Zell

### Bildung in der Vergangenheit
- Einsetzende Lateinschule der Kapuziner ab 1627/28
- Schließung der Lateinschule im Jahre 1802 (Beginn der Säkularisation)
- Gründung der ″Höheren Bürgerschule" (Lehranstalt zweiter Klasse) am 7. März 1818
- Auflösung des ersten Cochemer Gymnasiums am 6. Oktober 1836
- Eröffnung einer Privatschule ab 1830 unter Caspar Schmitz
- Eröffnung einer privaten jüdischen Schule im Jahre 1852 unter Johann Lindner und Leopold Dahl (behördlich konzessioniert)
- Eröffnung einer privaten evangelischen Schule im Jahre 1852 unter Pfarrvikar Küthze (behördlich konzessioniert)
- Vertragsabschluss am 24. Mai 1861 mit Jakob Malmedé aus Meschede (Sauerland) zur Eröffnung einer höheren Privatschule
- Errichtung einer höheren privaten Stadtschule für Knaben unter Rektor Vincenz Krahé im Jahre 1876
- Bau einer Schule der jüdischen Gemeinde in Cochem im Jahre 1897 neben der Synagoge in der Oberbachstraße
- Genehmigung durch die Regierung zur Eröffnung einer projektierten Stadtschule am 13. August 1898
- Am 6. Mai 1899 legt Rektor Tombach Lehr- und Stundenpläne für die Höhere Stadtschule (1899–1928) in Cochem vor
- Eröffnung einer Höheren Mädchenschule im Jahre 1911 (bis 1936) mit Fräulein Theodore Bross als deren erste Leiterin
- Am 14. März 1928 erkennt der Minister für Volksbildung die bisherige Höhere Stadtschule als Städtisches Realprogymnasium an (1928–1962)[25]

## Persönlichkeiten

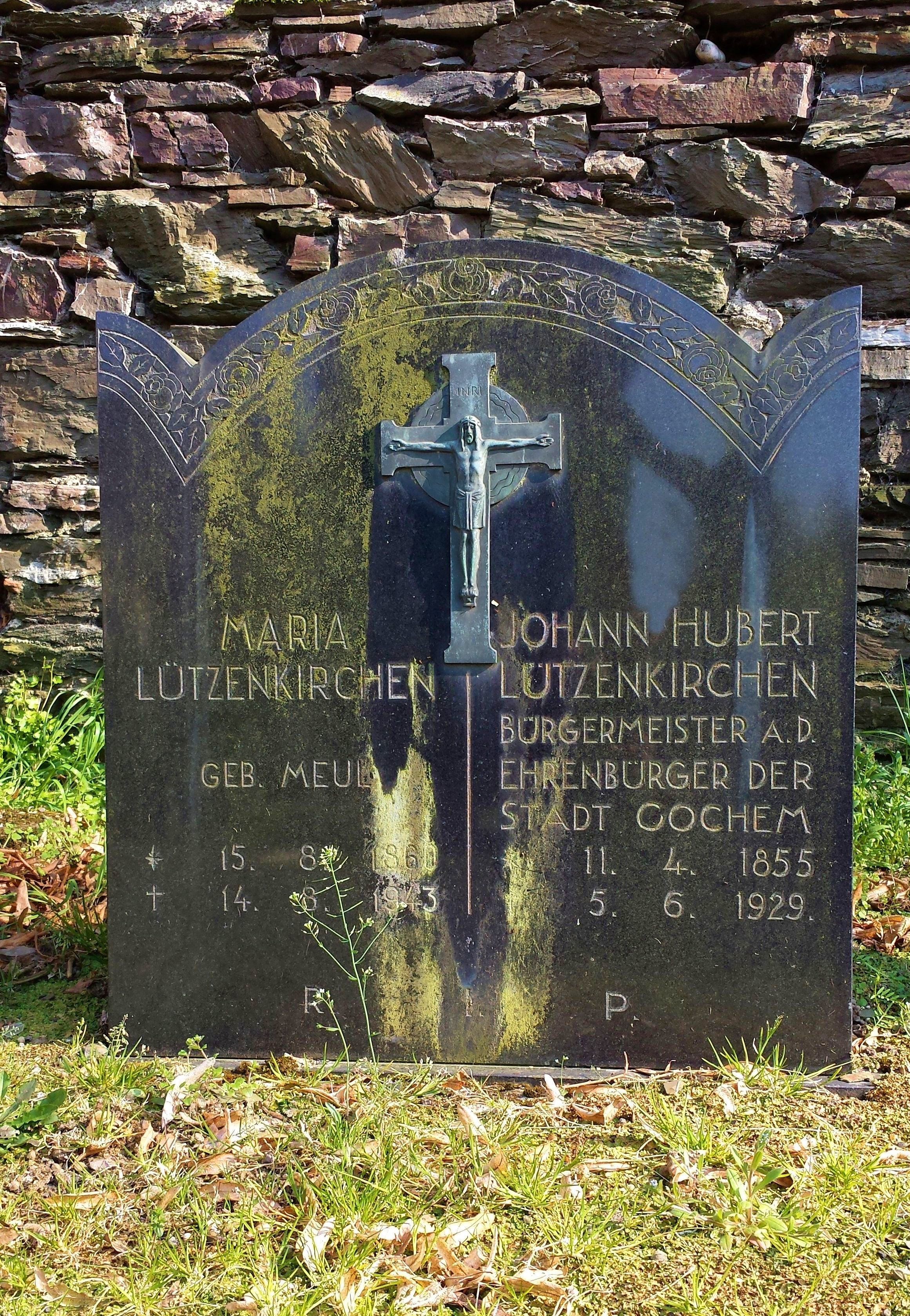
Johann Hubert Lützenkirchen

### Ehrenbürger
- Joseph Burkard (* um 1805 in Cochem; 18. Juli 1894 in Maastricht),[26] königlich holländischer Sanitätsoffizier a. D. in Maastricht, Verleihung des Cochemer Ehrenbürgerrechts am 2. September 1886
- Johann Hubert Lützenkirchen (1855–1929), Cochemer Stadtbürgermeister von 1897 bis 1919
- Louis Fréderic Jacques Ravené (1823–1879), ließ von 1868 bis 1877 die Reichsburg Cochem wieder aufbauen
- Theo Maringer (1907–2001), für seine Verdienste als Stadtarchivar im Jahre 2000 zum Ehrenbürger von Cochem ernannt[27]

### In Cochem geboren
- Emecho II. von Cochem (1336–1401), Abt in Brauweiler
- Johann von Bechel (* um 1440–1522), kath. Geistlicher, Kanonist und kurtrierischer Rentmeister
- Vinzenz Mohr (1475–1525), Benediktinerpater und Abt in Trier
- Peter Homphaeus I (um 1480–1556), Priester, Pädagoge und Humanist
- Niclas Keisjer (um 1481– um 1569), kurtrierischer Kellner und Vogt
- Johann VI. von Cochem (um 1524–1597), Benediktiner, Mönch und 26. Abt im Kloster Maria Laach
- Peter Homphaeus III (1524–1601), Priester und Dekan
- Jakob Lichius (* um 1527; † 1584), Humanist, Hochschullehrer und Rektor der Bursa Cucana in Köln
- Ambrosius Schneidt (1540–1612), Zisterzienser und 40. Abt im Kloster Himmerod
- Anthon Gobelig (1570–1640), Landtagsdelegierter
- Martin von Cochem (1634–1712), Kapuzinerpater und Volksschriftsteller
- Carl Wirtz (um 1640–1705) Prämonstratenser und 52. Abt der Abtei Rommersdorf
- Conradus von Cochem (1650–1717), Abt in St. Pantaleon in Köln
- Johannes Wirtz, (um 1660–1729), 53. Abt des Prämonstratenserklosters Rommersdorf
- Johannes Albertus Finger (um 1660–1721), kurtrierischer Kellner und kaiserlicher Postmeister
- Heinrich von Anethan (1670–1735), Jesuit und Rektor des Erzbischöflichen Seminars in Trier
- Franz Jakob Damian Friedrich Finger (1756–1808), katholischer Geistlicher und Stiftsherr
- Nikolaus Nalbach (1767–1847), katholischer Geistlicher
- Matthias Joseph Hayn (1770–1839), Kaufmann
- Johann Lambert Joseph Comes (1774–1856), Kreisarzt und Heimatforscher
- Johann Josef Hein (1794–1882), deutscher Weingroßhändler und Politiker
- Hugo Keiffenheim (1818–1889), Politiker und Abgeordneter
- Franz-Joseph Moritz (1839–1914), Gutsbesitzer, Bankdirektor und Abgeordneter
- Heinrich Zilliken (1841–1900), Goldschmied und Uhrmacher
- Jacob Rudolph Pauly (1850–1919), Weingutbesitzer und Reichstagsabgeordneter (Zentrum)
- Hubert Bastgen (1876–1946), Benediktiner (OSB), Kanoniker und Kirchenhistoriker
- Barbara Kemp (1881–1959), Opernsängerin
- Maria Weinand (1882–1960), Pädagogin und Schriftstellerin
- Franz-Josef Wagner (1885–1972), Kirchenkomponist
- Eugen Klee (1887–1956), Jurist und Botschafter des Deutschen Reichs
- Hermann Joseph Vell (1894–1965), Redemptoristenpater und Widerstandskämpfer
- Clemens Münster (1906–1998), Journalist, Autor und Fernsehdirektor
- Carlfritz Nicolay (1922–1997), Maler und Grafiker
- Werner Franzen (1928–2014), Bildhauer und Künstler
- Hubert Klinkel (* 1939), Medailleur und Bildhauer
- Franz-Josef Pauly (1949–2025), ehemaliger Fußballtorhüter
- Hans-Josef Graefen (* 1953), Jurist
- Walter Schmitz (* 1953), Hochschullehrer für Literatur und Kulturgeschichte
- Udo Gelhausen (* 1956), ehemaliger Kugelstoßer
- Günther Mohr (* 1956), Coach, Organisationsentwickler und Autor
- Willi Jahnen-Dechent (* 1958), Molekularbiologe und Professor für Biointerface Science
- Winfried Wilhelmy (* 1962), Kunsthistoriker und Kurator
- Martin Wallroth (* 1964),  Philosoph, Diplom-Psychologe und Hochschullehrer
- Ingo Gerhartz (* 1965), Generalleutnant und 16. Inspekteur der Luftwaffe
- Heike Raab (* 1965), Politikerin (SPD)
- Stephan Lenz (* 1968), Politiker (CDU), Mitglied des Abgeordnetenhauses von Berlin
- Jochen Plogsties (* 1974), zeitgenössischer Maler

### Mit Cochem verbunden
- Hermann von Salm (um 1035–1088), Pfalzgraf auf der Burg Cochem
- Wilhelm (Weimar-Orlamünde) (um 1112–1140), Pfalzgraf auf der Burg Cochem
- Agnes von Pyrmont (* um 1208; † 1276), Burgfrau in Cochem und Stifterin des Klosters Himmerod
- Kuno III. von Pyrmont (* um 1239; † um 1287), Ritter, von 1263 bis 1287 Burggraf in Cochem
- Dionysius von Luxemburg (um 1652–1703), Kapuziner und religiöser Volksschriftsteller
- Johann Heinrich Brühl (1760–1831), Priester, Mönch und Schuldirektor
- Peter Franz Oster (1772–1841), Landrat im Altkreis Cochem
- Hubert Joseph Pauly (1781–1854), Kaufmann und Abgeordneter
- Joseph Franz Keiffenheim (1793– nach 1850), Bürgermeister
- Karl Julius Schönberger (1804–1884), Landrat und Geheimer Regierungsrat
- Carl Wilhelm Nettstraeter (1805–1872), Apotheker und Gutsbesitzer
- Otto Wagner (1831–1881), Ingenieur, Abgeordneter und Gasfabrikbesitzer
- Johann Josef Schunck (1849–1893), Weinhändler
- Joseph von Lauff (1855–1933), Offizier und Schriftsteller
- Ferdinand Heising (1859–1914), Landrat
- Karl-August Hermann Gerbaulet (1862–1945), Landrat
- Karl Georg Freiherr von Hammerstein-Gesmold (1873–1932), Landrat und Regierungsrat
- Johannes Fuchs (1874–1956), Oberpräsident der Rheinprovinz und Reichsminister für die besetzten Gebiete
- Joseph Maria Herlet (1876–1951), Weingutsbesitzer und Landrat
- Kurt von Lettow-Vorbeck (1879–1960), Landrat und Regierungsrat
- Eugen Klee (1887–1956), Botschafter
- Carl Müller (1887–1961), Landrat
- Friedrich Wilhelm Neuendorf (1887–1967), Heimatforscher
- Albert Gilles (1895–1989), Landrat
- Paul Goetzoff (1897–1960), Kantor und israelischer Lehrer in Cochem
- Josef Steib (1898–1957), Maler und Radierer
- Adolf Gandner (1898–1969), Landrat
- Heinz Korte, Landrat und Regierungsassessor
- Joachim Hohberg (1903–1987), Jurist und Landrat
- Walter Schlüter (1909–1977), Jurist und Landrat
- Doris Baum (1909–1981), Politikerin, MdL von Nordrhein-Westfalen
- Willi Balles (1909–2000), Sportler
- Willi Werner Macke (1914–1985), Oberbürgermeister von Koblenz 1960–1972
- Walter Schmitt (Politiker, 1914) (1914–1994), Politiker
- Walter Gattow (1917–1995), Redaktionsleiter und Heimatschriftsteller
- Alfons Kirschey (1922–1999), Verbandrevisor und Sparkassendirektor
- Alfons Friderichs (1938–2021), Bankkaufmann, Diakon, Heraldiker und Buchautor
- Günter Matthias Rech (1932–1987), Theologe
- Reinhold Schommers (1936–2000), Studiendirektor und Heimatforscher
- Hubert Klinkel (* 1939), Bildhauer und Medailleur
- Rudolf Steinberg (* 1943), Rechtswissenschaftler
- Horst Föhr (* 1944), Manager
- Werner Weidenfeld (* 1947), Politikwissenschaftler
- Walter Schmitz (* 1953), Literaturwissenschaftler
- Markus Klammer (1963–1993), Bildhauer
- Heike Raab (* 1965), Politikerin
- Tina Landgraf (* 1976), Schauspielerin
- Niklas Hermes (* 1990), Musikkomponist

Die Urgroßeltern der Mutter (die Tänzerin und Choreografin Joy Vogelsang) des bekannten US-amerikanischen Schauspielers Nicolas Cage stammen aus dem Raum Cochem (Treis und Lieg).

## Vermischtes und Geschichten
- 1. Weltkrieg: Cochemer Prinz kehrte nicht aus Krieg zurück. In: Rhein-Zeitung. 17. Juli 2014.
- „Sonst nichts Neues.“ Euer Willy. Der Cochemer Karnevalsprinz im Ersten Weltkrieg. Heimatjahrbuch Cochem-Zell, 2014, S. 169–175.
- Violet Evergarden, Japanische TV-Anime. Das Motiv ist Cochem.